# Iron Maiden (heavy metal együttes)
Az Iron Maiden egy angol heavy metal együttes, a világszerte több mint 100 millió eladott lemezével a műfaj egyik legsikeresebb képviselője. Az együttest Steve Harris basszusgitáros alapította 1975-ben, aki korábban a Gypsy's Kiss és a Smiler együttesek tagja volt. Az 1970-es évek végén kibontakozó New Wave of British Heavy Metal hullámmal kerültek be a köztudatba, debütáló lemezük pedig Iron Maiden címmel 1980-ban jelent meg. Több tagcserét követően arany- és platinalemezek sorát adták ki, a The Number of the Beast (1982), a Piece of Mind (1983), a Powerslave (1984), a Somewhere in Time (1986), és a Seventh Son of a Seventh Son (1988) albumokkal a heavy metal megkerülhetetlen klasszikusaivá váltak, a zenekar pedig kereskedelmi sikereinek csúcsára ért. Az 1990-es években tagcserék és a zenei klíma változása nehezítették az együttes munkáját, de a 2000-es évektől kezdve ismét egyre sikeresebbek.
Az együttes eddig 17 stúdióalbumot, 4 válogatásalbumot, 9 koncertalbumot és 4 korlátozott példányszámú lemezt készített. 2002-ben Ivor Novello-díjat kaptak, pályafutásuk elismeréseképpen pedig a Hollywood's RockWalk őrzi az együttes tagjainak kézlenyomatát. Eddig háromszor jelölték őket Grammy-díjra. 2010-ben megjelent 15. stúdióalbumukról az "El Dorado" című dalért a Best Metal Performance kategóriában kapták meg végül a Grammy-díjat 2011-ben.
Az Iron Maiden zenéje nyomán a heavy metal több altípusa jött létre, többek között a power metal és a speed metal, valamint nagy hatással volt a két gitárt együtt megszólaltató heavy metal hangzásra is. Karrierjük során több mint 2000 koncertet adtak, és gyakran említik őket úgy, mint az egyik legnagyobb hatású metalzenekart a rocktörténelemben.
Az együttes több dala folklóron, filmeken, illetve könyveken alapszik, mint a The Wicker Man, a The Prisoner, a To Tame a Land, a Where Eagles Dare, az Edge of Darkness, vagy a Rime of the Ancient Mariner. Az együttes kabalafigurája Eddie, aki nemcsak a lemezborítókon látható, de a dalszövegekben ugyanúgy felbukkan, mint az együttes koncertjein.

## Történet

### Korai évek (1975-1978)
Az együttest Steve Harris basszusgitáros hozta létre, aki 1956. március 12-én született a kelet-londoni Leytonstone-ban. Eleinte profi focista akart lenni, kedvenc csapata a West Ham United volt. 15 éves korára egyre nagyobb szerepet kapott életében a rockzene, ekkortájt a Jethro Tull, a Genesis, a Deep Purple, a Black Sabbath, a Free és a Wishbone Ash voltak a kedvenc zenekarai.
Harris eleinte dobolni akart, de a hangszert túl hangosnak találta, így többek között John Paul Jones, John Deacon és Chris Squire hatására elkezdett érdeklődni a basszusgitár iránt. Eleinte azt tanácsolták neki, hogy akusztikus gitáron játsszon, de Harris nem sokkal később megvette első basszusgitárját, egy 40 dolláros Fender másolatot.
Első zenekara, az Influence mindössze egyetlen koncertet adott, mivel nevüket hamar Gypsy's Kiss-re változtatták. Ezen zenekar felállását azonban nehéz volt egyben tartani, ezért Harris kilépett, hogy csatlakozzon a Smiler együtteshez. Itt az a Doug Sampson dobolt, aki később az Iron Maidenben is felbukkant. A Smiler nagyrészt feldolgozásokat játszott, de amikor saját dalok írására került sor, rendszeressé váltak a viták Harris és a nála jóval idősebb tagok között. Harris ötleteit túl bonyolultnak tartották a többiek, ezért Harris elhagyta az együttest, hogy saját zenekart alapítson.

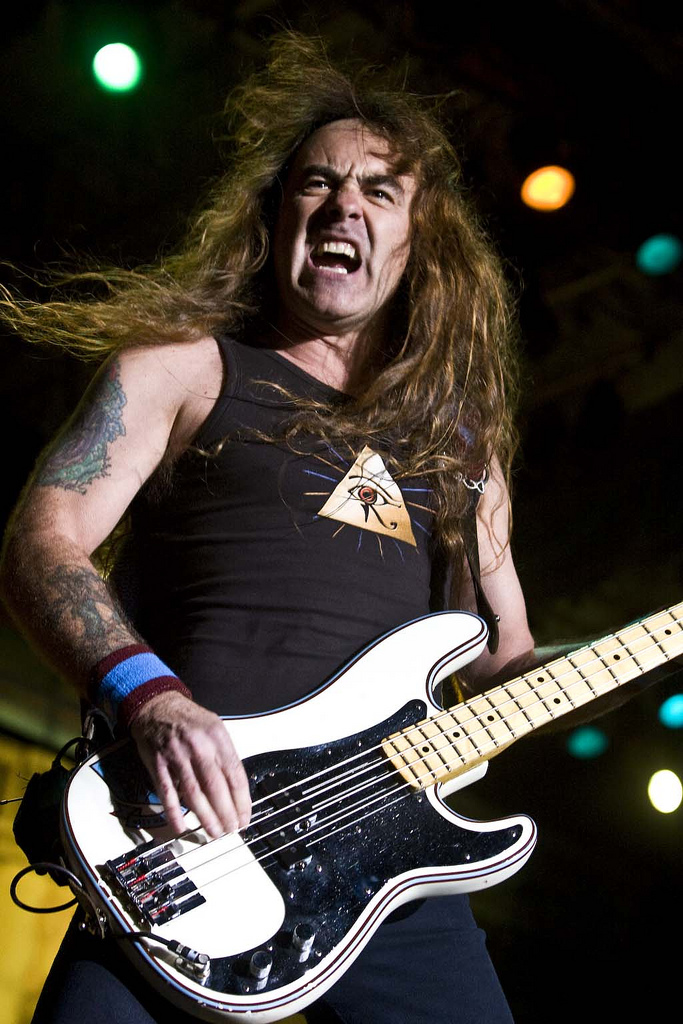
Az együttest Steve Harris basszusgitáros alapította 1975-ben (a fotó 2008-ban készült)

Új együttesét 1975 karácsonyán hívta életre, s az Iron Maiden nevet adta neki. Az Iron Maiden (Vasszűz) nevet a Vasálarcos című Alexandre Dumas regénye alapján íródott filmből kölcsönözte. Állítólag a középkorban volt egy ilyen kínzóeszköz: Iron Maidennek hívták azokat a fémkoporsókat, amelyek belsejében hegyes szegek voltak, így a koporsóba kerülő áldozat azonnal szörnyethalt. Történészek újabb kutatásai szerint viszont emberek kivégzésére ilyen eszközt nem használtak a középkorban.
Mielőtt kialakulhatott volna egy stabil tagság, több mint 12 különböző felállás volt.
Az együttes első felállását Harris mellett Dave Sullivan és Terry Rance gitárosok, Ron Matthews dobos és Paul Day énekes alkotta. Az Iron Maiden első koncertjére 1976. május 1-jén Kelet-Londonban került sor. Az első koncertek után Harris egyre inkább kritikus szemmel nézte Paul Day ténykedését, aki a basszusgitáros szerint nem volt eléggé karizmatikus és energikus. Helyére a korábbi Smiler tag Dennis Wilcock került. Mivel Wilcock nagy KISS fanatikus volt, ezért a koncertek alkalmával gyakran használt tüzet és művért. Wilcock felhívta Harris figyelmét egy közeli barátjára, Dave Murray gitárosra. Sullivan és Rance nem nézték jó szemmel Murray meghívását, ugyanis frusztrálta őket egy harmadik gitáros jelenléte. Sullivan és Rance választásra kényszerítették Harrist, hogy vagy ők maradnak, vagy Murray megy el. Harris egy rövid időre feloszlatta a zenekart, majd Dave Murray gitárossal folytatta tovább.
1976-ban Bob Sawyer személyében csatlakozott hozzájuk még egy gitáros, aki ezt követően a Bob Angelo nevet kezdte el használni. Angelo ellentétet korbácsolt Murray és az énekes Dennis Wilcock között. Ezért 1976-ban egy rövid időre Dave Murray elhagyta az együttest. Ezt követően csatlakozott az Urchinhoz, abban Adrian Smith volt a másik gitáros. Hamarosan Ron Matthews is elhagyta a zenekart, helyére Ron Rebel érkezett. Ezt követően Bob Sawyer gitáros hagyta el az együttest, majd Harris újsághirdetés útján talált rá Tony Moore billentyűsre. Moore csak 1977 novemberében volt a zenekar tagja, mindössze egyetlen koncertet adott a zenekarral. A Bridgehouse-ban adott fellépésen Terry Wapram gitározott és Barry Purkis dobolt. 1977 végére Harris mindenkit szélnek eresztett, majd ismét megkereste Dave Murray gitárost, aki az első hívásra visszatért. Kettejükhöz csatlakozott Doug Sampson dobos, akivel Harris egy korábbi Iron Maiden-koncerten találkozott először. A trió felállású együttes ekkor már olyan dalok kezdetleges verzióit játszotta, amelyek az első két nagylemezükön kaptak helyet ("Prowler", "Iron Maiden", "Wrathchild", "Another Life", "Sanctuary", "Transylvania", "Purgatory", "Drifter", "Innocent Exile").
1978 nyarán még mindig kereste az énekesét a három tagot számláló együttes, mígnem 1978 szeptemberében egy ismerősük beajánlotta nekik Paul Di’Anno énekest.

### The Soundhouse Tapes(1978-1979)
Paul Di’Anno az első próbán a Deep Purple "Dealer" című dalát énekelte el, valamint két Iron Maiden-szerzeményt, a "Prowler" és a "Wrathchild" címűeket.
Di’Anno meggyőzte az együttest, Steve Harris később így nyilatkozott róla: Egyfajta minőség van a hangjában, érdesség vagy nevezd, aminek akarod, ami nagyszerű élt ad neki. Di’Anno első koncertjét a londoni Ruskin Arms klubban adta, ez akkoriban az együttes törzshelyeként is szolgált. Eleinte kevés sikerrel tudtak koncerteket lekötni, mivel a '70-es évek végén a new wave- és a punkelőadók jelentették a klubtulajdonosok és a lemezkiadók számára a fő vonzerőt, de Di’Anno csatlakozásával egyre több koncertet adtak London keleti részén. A saját dalok mellett ekkoriban még bőven játszottak feldolgozásokat is, többek között olyan együttesektől, mint a Montrose, az UFO vagy a Van Halen.
Az együttes koncertjein nagy hangsúlyt fektetett a látványra is, így a korabeli Iron Maiden-koncertek szerves részét képezték a pirotechnikai elemek, de egy kartonból készült maszk is megjelent a színpadon, ami hamarosan az Eddie nevet kapta. Az együttes tervbe vette az első demó rögzítését, de mivel nem volt elég pénzük a stúdióra, ezért 1978. december 31-én, szilveszter éjszaka rögzítették az anyagot, a kevesebb költségek végett. Az anyagra négy dal került felt ("Iron Maiden", "Invasion", "Prowler", "Strange World"). A felvételekre a cambridge-i Spaceward stúdióban került sor. A demó nagy feltűnést keltett, főleg miután Neal Kay heavy metal DJ rendszeresen lejátszotta dalaikat a Soundhouse klubban. A Sounds angol zenei szaklap ismerte fel elsőként a punkhullám kifulladását, ezért 1979-ben már rendszeresen közzétette a Soundhouse slágerlistáját, amelyen az Iron Maiden „Prowler” című dala egyre feljebb emelkedett. 1979 áprilisában már a lista első helyén szerepelt, majd hónapokig tartotta ezt a pozíciót.
Az anyag eljutott Rod Smallwoodhoz is, aki éppen fel akart hagyni a rockbiznisszel, de az Iron Maiden demója annyira ígéretesnek tűnt, hogy meggondolta magát. Smallwood ekkoriban még nem kötött szerződést az együttessel, megvárta, míg ismertebbek lesznek, de mindent megtett annak érdekében, hogy az együttes minél több klubban léphessen fel. Az egyik koncert előtt Paul Di’Anno-t letartóztatták a nála levő bicska miatt, ezért az estén Steve Harris énekelt. 1979-ben Anglia területén olyan fiatal heavy metal együttesek bukkantak fel, mint a Saxon, a Diamond Head, a Def Leppard, a Samson, az Angelwitch, vagy a Praying Mantis, s ezek egyre nagyobb teret kaptak a médiában, többek között az ekkortájt induló Kerrang! magazin által. A jelenséget az újságnál dolgozó Geoff Barton New Wave of British Heavy Metalnak nevezte el. Rod Smallwood, hogy felkeltse a nagyobb lemezkiadók érdeklődését, 1979. október 19-ére egy koncertet kötött le a patinás londoni Marquee klubba. Smalwood fogadott az EMI kiadó emberével, John Darnley-vel, hogy a koncert telt házas lesz. Az este folyamán több mint 700 rajongó jelent meg, így Smalwood megnyerte a fogadást.
1979-ben több másodgitáros is megfordult a zenekarban, de sem Paul Cairns, sem Paul Todd, sem Tony Parsons nem maradt sokáig. Ekkortájt a Motörhead különleges vendégeként is felléphettek a The Music Machine Camden-ben. 1979-ben jelent meg a Def Leppard, saját kiadásban is sikeresnek bizonyult bemutatkozó EP-je, így az Iron Maiden is ezt a taktikát választotta. 1979. november 9-én postai terjesztésben jelent meg a The Soundhouse Tapes kislemez, erre az 1978 szilveszterén rögzített demó 3 dala került fel ("Iron Maiden", "Invasion", "Prowler"). Az eredeti demón szereplő "Strange World" című dalt azonban nem rakták fel a kislemezre, mert nem voltak elégedettek a minőségével. Az anyag nem várt sikert aratott, pár hét alatt mind az 5000 példány elkelt belőle, de ennek a többszörösét is el tudta volna adni az együttes.
A kislemez sikerére az EMI is felfigyelt, így 1979 decemberében szerződtette a zenekart. A szerződést Steve Harris, Dave Murray, Doug Sampson és Paul Di’Anno írta alá, ugyanis ekkor éppen nem volt másodgitárosuk.
Többször is próbálták elhívni Murray barátját, Adrian Smith gitárost, de ő ekkoriban az Urchin tagja volt, és rendre visszautasította a felkéréseket.
A Melody Makerben közzétett hirdetés alapján Dennis Stratton lett az együttes gitárosa. Doug Sampson egészségét kikezdte a sok koncert, ezért elhagyta az együttest. Helyére Clive Burr érkezett, aki korábban a Samson heavy metal zenekar tagja volt.

### Iron Maiden(1980)
A Paul Di’Anno, Steve Harris, Dave Murray, Clive Burr és Dennis Stratton felállású Iron Maiden rögzítette a "Sanctuary" és a "Wrathchild" korai verzióját, amelyek a Metal for Muthas válogatásalbumon jelentek meg. Az EMI ezzel az anyaggal az új hullámos brit heavy metal zenekarokat kívánta bemutatni. Az Iron Maiden mellett olyan előadók kaptak rajta helyet, mint például a Samson, az Angel Witch, vagy a Praying Mantis. A válogatásalbum apropóján az EMI egy 27 fellépésből álló koncertturnét szervezett (Metal for Muthas Tour), amelynek főzenekara az Iron Maiden, míg az egyik előzenekar a Praying Mantis volt. Akkoriban több újságíró is megvádolta az EMI lemezkiadót azzal, hogy csupán az Iron Maiden népszerűsítése céljából készült az egész válogatás. Az 1980 februárjában megjelent "Running Free" kislemez a 34. helyig jutott a brit listán. A kislemez borítóján szerepelt először a zenekar kabalafigurája, Eddie, aki később az Iron Maiden lemezborítókon számtalan módon kelt életre. A kislemez sikere alapján felkérést kaptak a BBC népszerű Top of the Pops műsorába, ahol a "Running Free" című dalt adták elő. A műsor történetében ez volt az első élő fellépés a The Who 1973-as fellépése óta.
A debütáló nagylemez felvételeire a londoni Kingsway Studios-ban került sor, 1980 januárjában. Az anyag producere Will Malone volt, aki korábban a Black Sabbath és Meat Loaf mellett bukkant fel. A felvételek alatt Dennis Stratton és Malone kísérletet tett egyes dalok átalakítására, de Harris keményen ellenállt a változtatásoknak. Az Iron Maiden címet kapott debütáló nagylemez 1980. április 14-én jelent meg Angliában az EMI kiadásában. Az USA-ban 1980 nyarán a Capitol Records jelentette meg. A lemez borítóját Derek Riggs festette, aki később a zenekar állandó grafikusa lett. A korong már a megjelenés első hetében 4. helyre került az Egyesült Királyság toplistáján, ezáltal az Iron Maiden a New Wave of British Heavy Metal mozgalom vezetője lett. Az újszerű és energikus heavy metalt tartalmazó album nagyrészt remek kritikákban részesült a sajtó részéről.

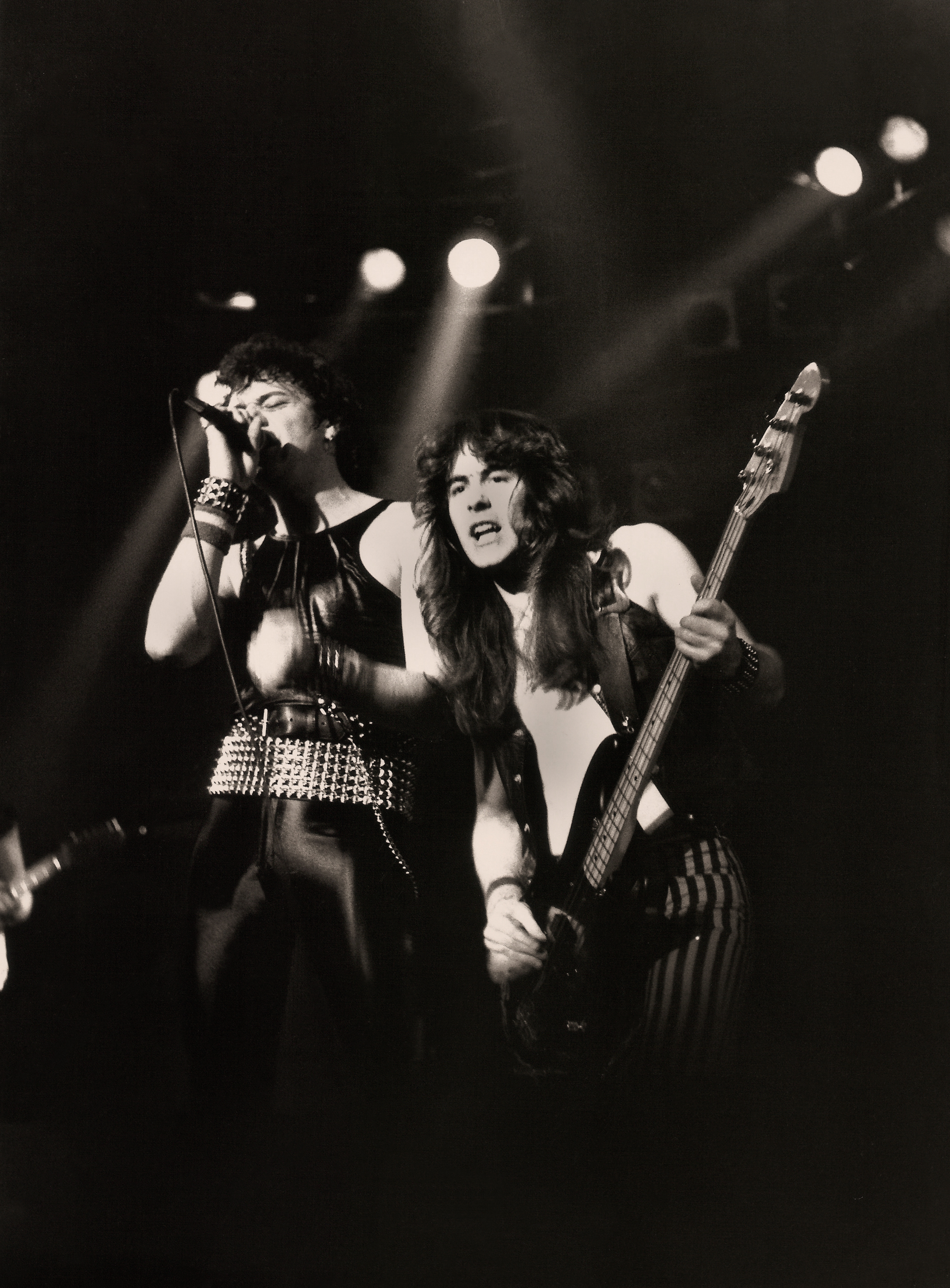
Paul Di’Anno (balra) és Steve Harris 1980-ban, a Manchester Apollo-ban.

Ezt követően a zenekar a Judas Priest társaságában egy 15 állomásból álló turnéra indult. A közös fellépések azonban feszültséget okoztak a két zenekar között. A főzenekar visszaemlékezése szerint az Iron Maiden színpadi megjelenésében erősen hajazott a Judas Priest-re, de az együttes nyilatkozatai, miszerint lemossák majd a főzenekart a színpadról, sem segítették elmélyíteni a két csapat közötti viszonyt(később azonban tisztázták nézeteltéréseiket). A koncertek elsöprő sikert arattak, az Iron Maiden c. dal előadása közben pedig az együttes kabalafigurája, Eddie teljes életnagyságban is megjelent. Ez azóta is hagyomány a zenekar koncertjein. 1980 májusában a "Sanctuary" képében újabb kislemez jelent meg, borítója komoly sajtóvisszhangot váltott ki Nagy-Britanniában.
A képen az akkori brit miniszterelnök, Margaret Thatcher holtteste volt látható, aki fölött Eddie egy kést tartott a kezében. Thatcher egy Iron Maiden-plakátot tépett le a falról, ezért kellett meghalnia. 1980 áprilisában önálló hazai turnéra indultak (Iron Maiden Tour), annak során felléptek a korszak legrangosabb hazai hard rock/heavy metal fesztiválján is, a Reading fesztiválon. Itt együtt játszhattak a brit UFO zenekarral, így Harris találkozhatott példaképével, Pete Way basszusgitárossal.
Augusztus végétől október közepéig többször is a KISS előzenekaraként léptek fel, ekkor rengeteg új rajongót sikerült szerezniük.
1980 októberében egy harmadik kislemez is napvilágot látott, a "Women in Uniform", három dallal. A címadó szerzemény eredetileg a Skyhooks ausztrál rockegyüttes dala. Emellett az "Invasion" című dal újra felvett változata, valamint a "Phantom of the Opera" koncertfelvétele kapott helyet az anyagon. Ez a kislemez volt egyben Dennis Stratton utolsó munkája is a zenekarral, a megjelenést követően szakmai és személyi okok miatt elhagyta az együttest.
Az együttes és Stratton haragban váltak el, de később rendezték viszonyukat.
1980 novemberében egy Live!! +one című lemez jelent meg Japánban (koncertfelvételekkel).
Stratton helyére sikerült Adrian Smith (ex-Urchin) gitárost szerződtetni, aki korábban többször is visszautasította az együttes ajánlatát. A Harris–Di’Anno–Murray–Smith–Burr felállású zenekar 1980 novemberében a londoni Rainbow-ban adott nagy sikerű koncertet, több mint 4000 rajongó előtt. Az Adrian Smith egyik legelső fellépését megörökítő estét filmre rögzítették. Live at the Rainbow címmel 1981-ben jelent meg VHS formátumban.

### Killers(1981)
A második album felvételei már 1980 novemberében megkezdődtek és egészen 1981 januárjáig tartottak. A londoni Battery Studios-ban rögzített anyag azzal a Martin Birch producerrel készült el, aki korábban a Black Sabbath, a Whitesnake, a Blue Öyster Cult, a Deep Purple és még számtalan legendás rockegyüttes lemezein dolgozott korábban. Az 1981. február 2-án megjelenő Killers című album ennek megfelelően jobb hangzású lett (elődje hangzásával ui. Harris sem volt elégedett). Az albumot Angliában az EMI adta ki, az USA-ban pedig a Capitol Records. A korong nem szerepelt olyan jól, mint elődje, a Killers csak a 12. helyen nyitott, valamint nyolc hétig maradt a brit lemezeladási listán. Az album, amelyre két instrumentális dal is felkerült ("The Ides of March", "Genghis Khan"), ismét remek kritikákat kapott. Az ezen szerepelt "Wrathchild" máig a koncertprogram szerves részét képezi. Érdekesség, hogy az egész lemezt Harris írta, csak a "Killers" című számban bukkan fel Di’Anno mint társszerző.
Elődjéhez hasonlóan erre is nagyrészt olyan dalok kerültek fel, amelyeket Harris már a '70-es évek végén megírt.
Az album több országban is aranylemezzé vált, 1981 áprilisában pedig kezdetét vette a Killers World Tour, ebben először léptek fel az Egyesült Államokban, Kanada területén, valamint Japánban. Az 1981 decemberéig tartó körúton Jugoszláviában is szerepeltek, így az Iron Maiden volt az első nyugati rockzenekar, amely kommunista országban adott koncertet. Az albumról először a "Twilight Zone" jelent meg kislemezen, s a 31. helyig jutott a brit listán. Ezt 1981 júniusában követte a második kislemez, a "Purgatory". A címadó dal egy korai Iron Maiden-szerzemény, amit az 1976 és 1977 közötti koncerteken is gyakran játszottak Floating címmel. A kislemezre az eredeti dal egy gyorsabb változata került fel.
A kiadvány az 52. helyig jutott a brit listán, ezáltal a "Purgatory" az együttes egyik legsikertelenebb kislemeze. Feltehetően ez annak köszönhető, hogy a kislemez A és B oldalán hallható mindkét dal az albumon is szerepelt, pontosan ugyanebben a formában.
1981 augusztusában egy Maiden Japan című koncert-EP jelent meg, melyet Japánban, Nagoja városában rögzítettek 1981. május 23-án. Az album címe utalás a Deep Purple 1972-ben rögzített klasszikus Made in Japan című koncertlemezére. A lemez két különböző számlistával jelent meg. Japánban és Európában egy négyszámos változat jelent meg, a világ többi részén pedig a "Wrathchild" dallal kibővített verzió.
1981-re személyes ellentétek kezdték a zenekart emészteni. Paul Di’Anno koncertteljesítményével egyre elégedetlenebb volt Steve Harris, ami számos konfliktust eredményezett. Paul Di’Anno túlzásba vitt alkoholizálása és mértéktelen kokainfogyasztása nagymértékben befolyásolta színpadi munkáját is. Ezt a hazai közönség azonban nem érzékelte, mert a turnék rendszerint Angliában kezdődtek, így a rajongók egy energikus Di’Anno-t láttak a színpadon, de a turné előrehaladtával egyre gyengébb teljesítményt nyújtott. Tovább fokozta a vitákat, hogy Di’Anno inkább a punkegyüttesekért rajongott, így többször is hangoztatta, hogy nincs teljes mértékben megelégedve az együttes irányvonalával, illetve hangzásával.
Steve Harris egy későbbi interjúban így kommentálta a kialakult helyzetet: Már az sem volt elég, ha mi négyen a maximálisnál is többet nyújtottunk. Így sem voltunk képesek arra, hogy palástoljuk a frontemberünk hiányosságait. Sokszor úgy tűnt, hogy Paul egyszerűen beleszarik az egészbe. Számunkra a színpad mindig is szent volt. Ott nem lehetett bohóckodni. Paul a hangjára sem vigyázott, és rendesen büntette a szervezetét is. Volt, hogy szinte égett az arcom buli közben, annyira szét volt csúszva. Ilyet ebben a zenekarban nem lehet büntetlenül megtenni.
Harris számára akkor telt be a pohár, mikor a turné elérte Németországot. Itt Di’Anno állapota olyannyira súlyosra fordult, hogy öt koncertet le kellett mondaniuk.
1981 szeptemberében az együttes tagjai úgy döntöttek, hogy kirúgják Paul Di’Anno-t a zenekarból.
Utolsó hivatalos kiadványa az Iron Maiden tagjaként a Maiden Japan című koncertanyag volt.

### The Number of the Beast(1982)
Az együttes ezt követően új énekes után kezdett el kutakodni. A cél érdekében Steve Harris és Ron Smallwood ellátogatott az 1981-es Reading fesztiválra, hogy megnézzék a Samson frontemberét, Bruce Bruce-t. Smallwood szkeptikusan fogadta az énekest, de Harris már az előadás alatt eldöntötte, hogy vele fogja folytatni. Az első meghallgatásra 1981 szeptemberében került sor, ahol Bruce könnyedén vette az akadályt. Az ekkor már Bruce Dickinson nevet használó énekes hivatalosan is a zenekar tagja lett, akit széles hangterjedelme révén az együttes tagjai "légi szirénaként" kezdtek el becézni.
Ezt követően öt olasz koncertet kötöttek le, hogy az új énekest a színpadon is "kipróbálják". Dickinson első koncertjére az Iron Maiden tagjaként 1981. október 26-án került sor Bologna városában. Hazai terepen elsőként 1981. november 15-én mutatkozott be a londoni Rainbow Theatre-ben, ahol a rajongók kitörő lelkesedéssel fogadták az új énekest.
Ezen fellépések a soron következő album beharangozójaként is szolgáltak, melyek némelyikén már játszották a "Children Of The Damned", "Run To The Hills", "22 Acacia Avenue" és a "The Prisoner" című számokat is.

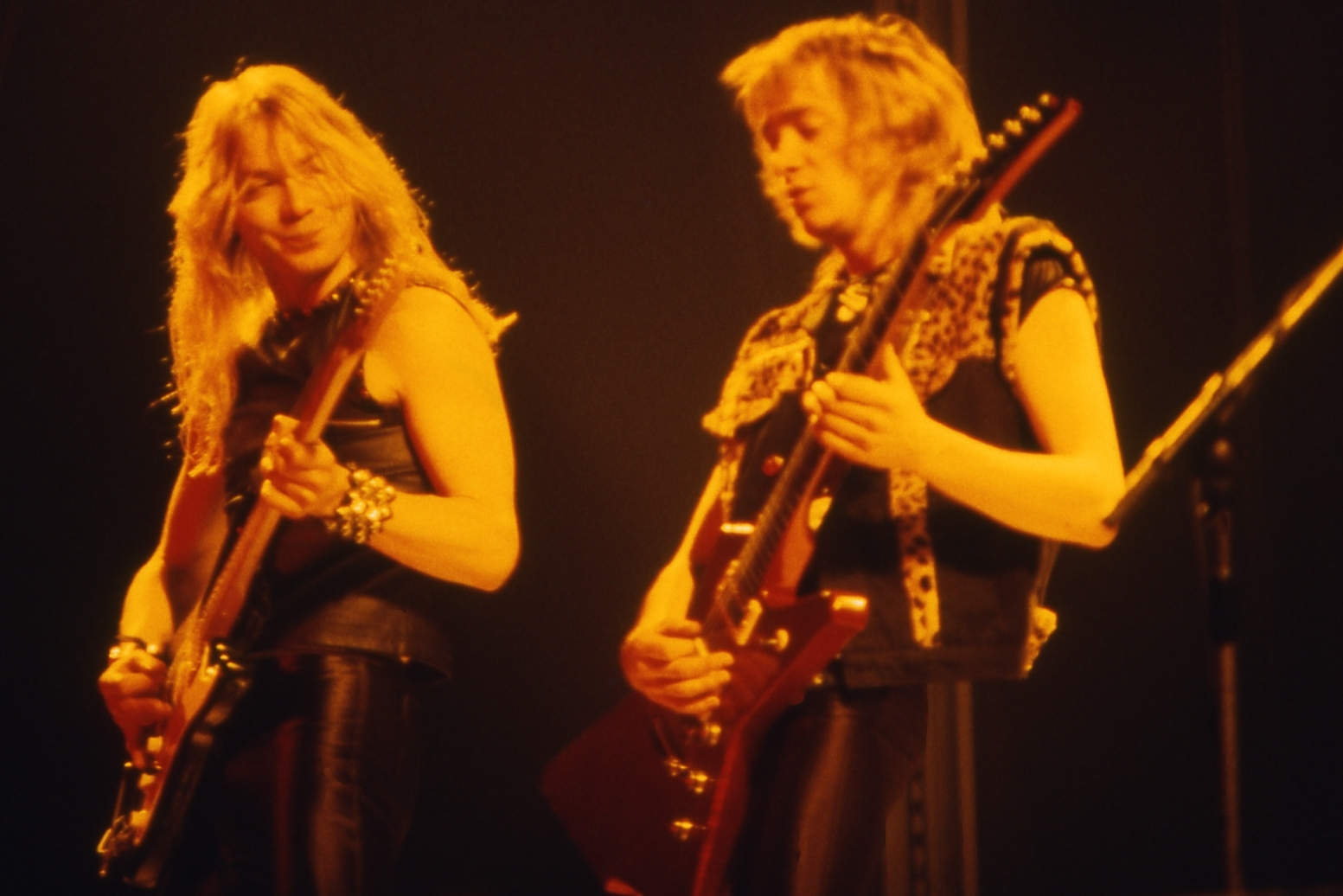
Adrian Smith és Dave Murray a The Beast On The Road turnén 1982-ben.

A harmadik album felvételei 1981 végétől 1982 januárjáig zajlottak ismét Martin Birch producerrel. Birch (aki egyébként Ritchie Blackmore javaslatára kezdett el az együttessel dolgozni) úgy gondolta, hogy a készülő lemez minősége fogja eldönteni az együttes jövőjét, ezért mindent megtett a tökéletes végeredmény érdekében. A harmadik nagylemez 1982. március 29-én jelent meg az EMI és a Capitol Records gondozásában, mely jócskán túlszárnyalta elődje sikereit. A The Number of the Beast már megjelenésekor a brit lemezeladási lista élére került, mára pedig már több mint 7 millió darabot adtak el belőle. Ez volt az együttes első olyan albuma, melyre csupa friss dal került fel. Az album nemcsak az együttes, de az egész heavy metal műfaj egyik legklasszikusabb lemeze, melyet sok rajongó az együttes csúcspontjának tekint. Az olyan dalok, mint a "The Number of the Beast", a "Run to the Hills" vagy a "Hallowed Be Thy Name", máig az együttes koncertprogramjának szerves részét képezik. A műfajra felbecsülhetetlen hatást gyakorló album számos országban aranylemez lett, mely révén az együttest nagyobb érdeklődés övezte, mint bármikor korábban.
A nagylemez megjelenését egy "Run to the Hills" című kislemez előzte meg, melyre egy "Total Eclipse" című dal is felkerült. A kiadvány a 7. helyre került a brit kislemezlistán. Ezt a "The Number of the Beast" és a "Hallowed Be Thy Name" kislemezek követték, melyek szintén sikeresnek bizonyultak. A "The Number of the Beast" és a "Run to the Hills" dalokra az együttes leforgatta első videóklipjeit is. A lemez nagyrészt kiváló kritikákban részesült, a borító azonban kisebb botrányt okozott az Egyesült Államokban.
Az ördögöt bábosként mozgató borítógrafika és a lemez címének hallatán Amerikában sátánizmussal vádolták a zenekart.
A legendás borítóképen, melyet Derek Riggs festett, egy bábfiguraként táncoltatott ördög látható, aki maga is táncoltat egy kis méretű Eddie-t. Bigott vallási fanatikusok egy csoportja tüntetésképpen elégette az album nagy halom példányát. A lemez turnéján a koncertek előtt rendre megjelentek a keresztekkel felvértezett tiltakozók, akik bőszen osztogatták szórólapjaikat a "fiatalokat megrontó brit sátánisták" ellen. Ezek a megmozdulások azonban nemhogy nem ártottak az együttesnek, hanem még inkább nagyobb hírverést csaptak nekik. Ezt bizonyítja az a tény is, hogy az album nagy meglepetésre nemcsak a megjelenés hetében, de a rá következő héten is vezette a brit eladási listát. Az album a világ legtöbb országában bekerült a Top 10-be, míg Amerikában hamar elérte a platinalemez minősítést.
Az albumot népszerűsítő turné The Beast On The Road címen 1982. február 25-én vette kezdetét és az év decemberéig tartott. A mindössze 180 fellépést magában foglaló körút során 16 országban léptek fel, köztük olyan helyekre is eljutottak, mint Ausztrália vagy Új-Zéland. A New York-i Palladiumban telt házas koncertet adtak. Amerikában többször is a Judas Priest és a Scorpions előtt léptek fel, míg Angliában több mint 35 ezer rajongónak játszottak a Reading Festival főzenekaraként.
A turné végeztével Clive Burr személyes problémák miatt elhagyta a zenekart. Döntését nagyban befolyásolta az a tény is, hogy a hosszas turnézás rendesen kimerítette a dobost, de alkoholproblémái is a távozás mellett szóltak.

### Piece of Mind(1983)

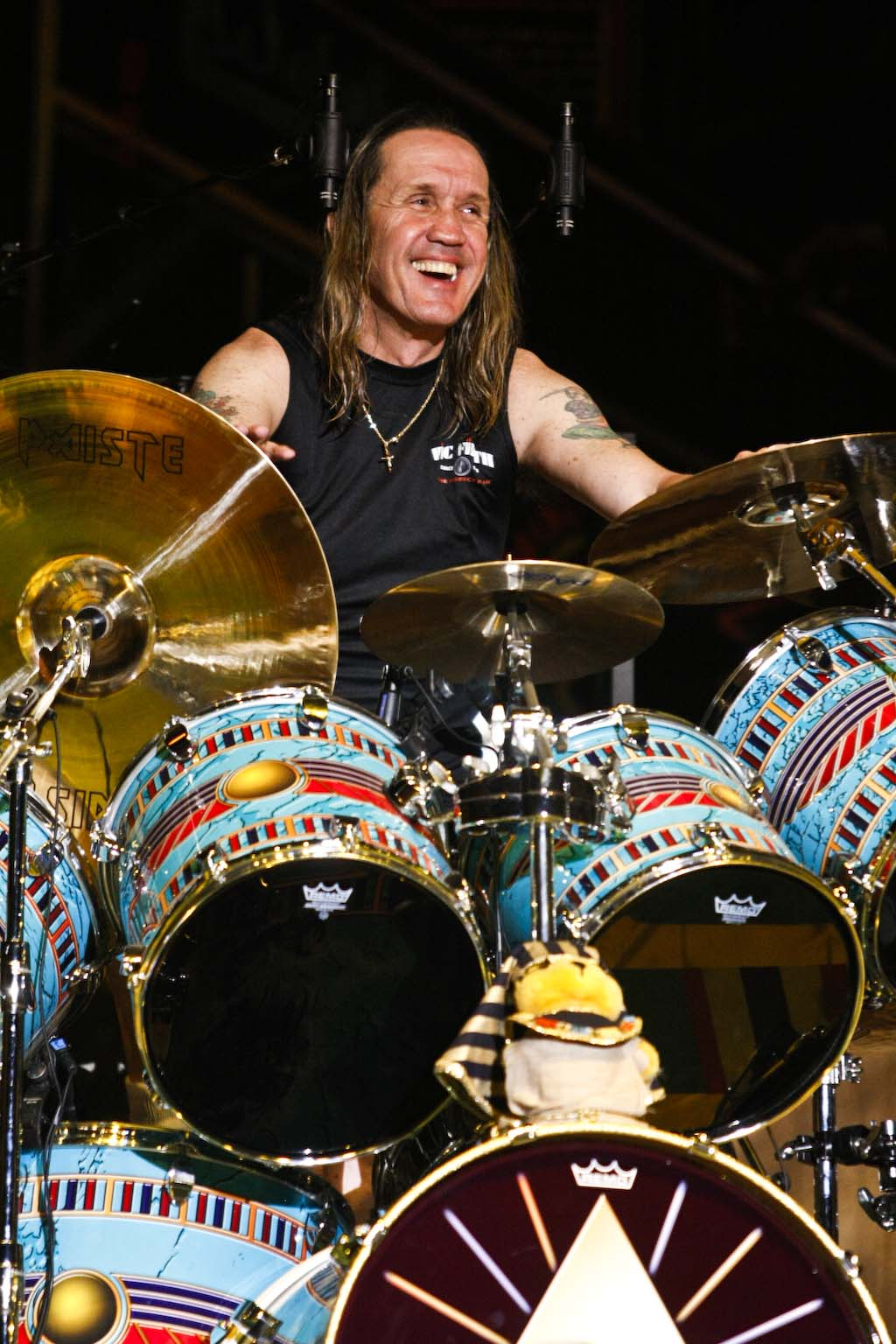
Nicko McBrain 2008 februárjában. A dobos 1982-től 2024-ig volt tagja az együttesnek.

Clive Burr távozásával nem tört meg az együttes lendülete, viszonylag hamar szerződtették Nicko McBrain dobost, aki korábban a Trust együttesben játszott, de felbukkant Pat Travers zenekarában is. McBrain nem volt teljesen ismeretlen a zenekar előtt, ugyanis a Trust 1981-ben többször is fellépett az Iron Maiden előtt. Ezt követően a Bahama-szigetekre utaztak, hogy az ott lévő Compass Point Studiosban rögzítsék következő nagylemezüket. A felvételek 1983 januárjától az év májusáig tartottak, ismét Martin Birch produceri felügyelete mellett. A Piece of Mind címmel megjelenő anyagot az EMI és a Capitol Records jelentette meg, mely az UK Albums Chart listáján a 3. helyig jutott, míg a Billboard 200-on a 70. helyre került. A kritika ismét éltette az együttest, de a rajongók lelkesedése sem csökkent.
A Piece of Mind az együttes egyik legkelendőbb lemeze lett, melyre Steve Harris úgy tekint, mint a zenekar legjobb albumára, de Dickinson-nak is ez volt a kedvenc lemeze a 2000-es Brave New World megjelenéséig.
A klasszikus album dalainak nagy része a zenekar érdeklődését tükrözi a könyvek és filmek iránt. A dalok egy részét a Kémek a Sasfészekben, A Dűne vagy Misima Jukio Mijamoto Muszasi-ról szóló művei inspirálták. Az utolsó To Tame a Land c. dalnak eredetileg Dűne volt a címe, de mivel a dal alapjául szolgáló, azonos című regény írója, Frank Herbert nem szerette a zenekart, ezért nem engedélyezte a cím felhasználását.
A nagylemez megjelenését egy "Flight of Icarus" című kislemez előzte meg, melyre a címadó dal mellett, egy "I've Got the Fire" című Montrose feldolgozás került fel. A címadó dalra, melyet előszeretettel játszottak az amerikai rádiók is, videóklipet is forgattak. A filmben látható, szerzetesi ruhában megjelenő alakot Nicko McBrain testesítette meg.
Az albumról még a "The Trooper" jelent meg kislemezen, mely klasszikus dal máig felcsendül az együttes koncertjein. Erre a dalra is készült videó, de a kislemezen egy Jethro Tull feldolgozás is hallható volt.
1983 májusában kezdetét vette a World Piece Tour, mely az év decemberéig tartott. A körút során egyre nagyobb helyeken léptek fel az Egyesült Államokban. 1983 júliusában megjelent egy Video Pieces című VHS kiadvány, mely csak Japánban vált hozzáférhetővé. A kazettára a zenekar addig megjelent négy videóklipje került fel. A turné zárásaként 1983 decemberében felléptek Németországban a Westfalenhalle-ban megtartott dortmundi metal fesztiválon, olyan zenekarok és előadók társaságában, mint a Scorpions, a Judas Priest vagy Ozzy Osbourne.

### Powerslave,Live After Death(1984-1985)
Ötödik stúdióalbumuk felvételei 1983 júliusában vették kezdetét a Bahama-szigetek-i Compass Point Studios-ban. A felvételek 1984 júliusáig tartottak Martin Birch producer irányítása mellett. Az 1984. szeptember 3-án megjelenő, Powerslave című albumot az EMI és a Capitol adta ki. Az album tartotta elődei magas színvonalát, mind a kritikusok, mind a rajongók kitörő lelkesedéssel fogadták. Az albumon olyan, mára már klasszikussá vált dalok kaptak helyet, mint a kislemezen is kiadott "2 Minutes to Midnight" és az "Aces High", melyekhez videóklipet is forgattak. Emellett a címadó "Powerslave" vált a koncertprogram állandó darabjává. A korongon még a 13 perces, epikus "Rime of the Ancient Mariner" is helyet kapott, mely nemcsak az együttes leghosszabb dala volt a 2015-ös Empire Of The Clouds-ig, de az album egyik legsikeresebb szerzeménye is egyben. A lemezt népszerűsítő turné alatt Dave Murray, Bruce Dickinson és Steve Harris is úgy hivatkozott erre a dalra, mint amelyet a legszívesebben adnak elő.
A dal Samuel Taylor Coleridge versén alapszik. Az albumon az ókori Egyiptom világa idéződik meg, melyet a borító is tükröz.
A lemez az UK Albums Chart listáján a 2., míg a Billboard 200-on a 21. helyen nyitott.
A nagylemez megjelenését a "2 Minutes to Midnight" kislemez előzte meg, mely az UK Singles Chart-on a 11., míg a Billboard Top Album Tracks listáján a 25. helyezett lett. A kislemez a címadó dal mellett a "Mission from 'Arry"-t és egy Beckett feldolgozást, a "Rainbow's Gold"-ot tartalmazza. Ezt 1984 októberében követte a második kislemez, az "Aces High", mely a 20. helyen nyitott az UK Singles Chart-on. A kiadványra egy "King of Twilight" című Nektar feldolgozás is felkerült.
1984 augusztusában vette kezdetét a World Slavery Tour, mely minden korábbinál hosszabb és grandiózusabb vállalkozásnak bizonyult. A körút Lengyelország-ból indult, de felléptek Jugoszlávia és Magyarország területén is, ezáltal az első nyugati rockzenekarok egyike volt az Iron Maiden, akik Kelet-Európában adtak koncertet. A körút 13 hónapon keresztül tartott és 220 fellépést foglalt magában, mely során 1985 januárjában felléptek a brazíliai Rock in Rio fesztiválon is. Az est főzenekara a Queen volt, de az Iron Maiden koncertjét is 300 000 rajongó látta. A fellépést több országban közvetítették a televízióban, mely során Bruce Dickinson egy rosszul sikerült mozdulat következtében olyannyira megsebesítette magát saját gitárjával, hogy ömlött fejéből a vér. Ennek ellenére a koncert nem szakadt félbe, Dickinson ellátása alatt Murray adott elő egy gitárszólót. A turné az USA-ban folytatódott, mely során négy egymást követő este töltötték meg a Los Angeles-i Long Beach Arénát. Ezen koncertek hanganyagából rögzítve jelent meg 1985 októberében a Live After Death, dupla koncertlemez és VHS kazetta formájában, melyet a kritikusok az egyik legjobb koncertanyagként tartanak számon. A legendássá vált kiadvány egy csúcsformában lévő zenekart örökített meg az utókor számára, mely révén a Live After Death az egyik legkeresettebb heavy metal koncertlemeznek számít. A kiadvány sikerén felbuzdulva a "Running Free" és a "Run to the Hills" koncertverziói kislemezként is napvilágot láttak.
A "World Slavery Tour" az egyik leghosszabb addigi turné volt a zene történelmében, mely révén a zenekar kereskedelmi sikereinek csúcsára ért. A 13 hónap alatt 3 millió 500 ezer ember látta a zenekart. Az Egyiptomot idéző színpadkép grandiózus színházhangulatot varázsolt a stadionokba. A színpadokon piramisok, fáraók jelentek meg, Eddie pedig múmiának öltözve volt látható. A fárasztó, hosszú turné után az együttes féléves pihenőt tartott.
A World Slavery Tour Kelet-Európai fellépéseinek egy részét filmre vették. Az eredetileg 30 perces videókazetta a koncertfelvételek mellett betekintést engedett a zenekar mindennapjaiba is, szemben az addig megszokott koncertanyagokkal, melyeken rendre csak az élő előadás volt látható. Ezáltal a Behind the Iron Curtain címet kapott kiadvány a Metallica Cliff 'Em All-jával együtt úttörőnek bizonyult a videózás történetében. Az 1984. október 23-án megjelenő anyagot a Picture Music International adta ki.

### Somewhere in Time,Seventh Son of a Seventh Son(1986–1990)
A féléves szünet után nekiláttak hatodik nagylemezük stúdiómunkálatainak. A felvételek 1986-ban készültek a Compass Point Studios-ban és a holland Wisseloord Studios-ban. Az album stúdiós munkálatai minden korábbinál hosszabb ideig tartottak, mely révén az addigi legköltségesebb lemezük született meg. A Somewhere in Time címet kapott anyag 1986. szeptember 29-én jelent meg, Martin Birch produceri irányításával. Az albumot az EMI és a Capitol adta ki.
Ugyan az anyag nem egy konceptalbum, de a dalok témája az időutazás gondolatával foglalkoznak. A korong új szemléletet kapott, a zenekar gitárszintetizátorokat is használt a felvételeknél, ennek ellenére ez lett az addigi legkeményebb és leggyorsabb albumuk. Bruce Dickinson énekes ekkoriban alkotói válságban volt, így ötleteit nem használták fel, mondván: nem hozták az elvárható szintet. Így a dalok nagy részét Steve Harris mellett főként Adrian Smith szerezte. Az album elődjeihez hasonlóan ismét pozitív kritikákban részesült, a rajongók lelkesedése sem enyhült. A Somewhere in Time az UK Albums Chart listáján a 3. míg a Billboard 200-on a 11. helyen nyitott, és több mint 2 millió példányban kelt el az USA-ban. Az albumot a "Wasted Years" kislemez vezette fel, mely 1986 szeptember elején került a lemezboltok polcaira. A címadó dalhoz videóklip is készült, emellett a kiadvány egy Dave Colwell-feldolgozást is tartalmaz. Az albumról a "Stranger in a Strange Land" is megjelent kislemezként, melyet szintén megfilmesítettek, de a kiadványra két feldolgozás is felkerült.
1986. szeptember 10-én vette kezdetét a Somewhere on Tour világturné, mely 1987. május 21-ig tartott. A turné ismét Kelet-Európában, Belgrád-ban kezdődött, a zárókoncertre pedig Oszakában került sor. A koncerteken ismét látványos színpadi showt produkált az együttes, mely során Eddie az album tematikájának megfelelően cyborg formájában öltött testet. 1987 októberében egy újabb VHS kazetta jelent meg 12 Wasted Years címmel, melyre ritkaságnak számító koncertfelvételek és videók kerültek fel. A Picture Music International által kiadott 90 perces anyagon interjúk is helyet kaptak.
A turné befejeztével az együttes nekiállt hetedik nagylemezét rögzíteni, mely során tovább folytatták az előző anyagon megkezdett kísérletezést. A felvételek 1987 végétől 1988 márciusáig tartottak a müncheni Musicland Studios-ban. A producer ismét Martin Birch volt, az album 1988. április 11-én Seventh Son of a Seventh Son címmel jelent meg a Capitol és az EMI gondozásában. A zenekar pályafutásában ez volt az első konceptlemez, azaz a dalok egy összefüggő történetet mesélnek el. Az album koncepciójában kiemelt szerepet kap a hetes szám: egyrészt az Iron Maiden hetedik lemeze született meg, másrészt a történet szerint ha egy hetedik gyereknek hetedik fia születik, akkor az különleges képességekkel lesz megáldva. A szereplő lelkében a gonosz és a jó küzd meg egymással, ahol a Maiden meséjében "természetesen" a gonosz győz. A lemez fő témáját a jó és a gonosz harca, misztikus, profetikus látomások, reinkarnáció és a halál utáni élet adja. Zeneileg egy erős anyag született, melyre nemcsak az együttes tagjai, de a rajongók is úgy tekintenek, mint a zenekar egyik csúcsalkotására. Zeneileg az előző, Somewhere in Time-albumon megkezdett kísérletezősebb és egyben progresszívabb irányvonal teljesedett ki. Ismét felbukkantak a gitárszintetizátorok (először szintetizátort használtak a felvételekhez, csak később cserélték le gitárszintetizátorra), de a billentyűs aláfestések illetve hangulatfokozó elemek is az újdonság erejével hatottak. Az albumot a meglepően slágeres hangvételű "Can I Play with Madness" kislemez vezette fel, melyet a zenekar hagyományosabb oldalát képviselő "The Evil That Men Do" követte. Ezenkívül a "The Clairvoyant" és az "Infinite Dreams" egy élő verziója jelent meg kislemezen. A kislemezek mindegyikéhez készítettek videóklipet. Az album a hazai lemezlistán az első helyre, míg Amerikában a 12. helyre került.
A lemez turnéja 1988. április 28-án vette kezdetét, és az év decemberéig tartott, mely 25 országot érintett. A 7th Tour of a 7th Tour címen futó koncertsorozat ismét látványos díszletet varázsolt az arénák színpadára. Az album borítóját megidéző gleccserek, jetik, havas hegyek jelentek meg a színpadon. A fellépéseken Michael Kenney billentyűs hangszereken működött közre, aki 1986-ban csatlakozott az együtteshez mint kisegítő turnézenész. A világkörüli turné egyes állomásain a Guns N' Roses volt az előzenekar, de a Helloween, a Great White, L.A. Guns, Backstreet Girls és az Ace Frehley's Comet is fellépett a zenekar előtt. 1988. augusztus 20-án fellépek az angliai Donington Park Festival-on, mely ebben az évben bizonyult a legsikeresebbnek, több mint 100 ezer résztvevővel. A Maidenen kívül fellépett még a Kiss, David Lee Roth, a Megadeth, a Guns N' Roses és a Helloween. Az est főzenekara az Iron Maiden volt, a koncert pedig akkora tömeget vonzott, hogy a nagy tülekedésben két rajongó életét vesztette. Az incidensre az előzenekarként fellépő Guns N' Roses fellépése alatt került sor. Az Iron Maiden tagjait a zavargások elkerülése végett a szervezők csak a koncert után tájékoztatták a történtekről.
1989. november 8-án megjelent egy Maiden England című VHS-kiadvány, melynek anyaga a Seventh Son of a Seventh Son turnéján került rögzítésre november 27-én és 28-án. Az EMI által kiadott 95 perces anyagnak Steve Harris volt a társproducere Martin Birch mellett.

### No Prayer for the Dying,Fear of the Dark(1990–1994)
A 7th Tour of a 7th Tour lecsengése után az együttes egy kisebb szünetet tartott. Ez idő alatt Adrian Smith megalapította ASAP nevű zenekarát, mely 1989-ben egy Silver and Gold című AOR-albumot adott ki. Bruce Dickinson is felhasználta félretett ötleteit 1990-ben megjelent Tattooed Millionaire című szólóalbumán. A lemezen az egykori Ian Gillan-gitáros Janick Gers játszott, aki később az Iron Maiden tagja lett. Nicko McBrain pedig egy oktató videóval jelentkezett.
1990-ben az együttes első tíz évét összefoglaló kiadvány jelent meg a The First Ten Years képében, melyet a The First Ten Years: The Videos című VHS követett a sorban.
1990-ben kezdődtek meg a soron következő nagylemez munkálatai, de Adrian Smith úgy érezte, hogy már nem tud 100%-osan teljesíteni, ezért bejelentette távozását. Az együttes 1983 óta tartó stabil felállásában bekövetkező változás meglepte a rajongókat, de a zenekar hamar folytatta a munkát Janick Gers gitárossal. Az új album munkálatai 1990 júniusától az év szeptemberéig tartottak, Martin Birch közreműködésével. Hosszú idő óta ez volt az első alkalom, hogy hazai földön stúdióztak, a felvételekre Harris stúdiójában került sor. Az 1990. október 1-jén megjelent anyag az EMI kiadásában No Prayer for the Dying címmel jelent meg. Az albumot nagy várakozás előzte meg, Angliában a lemezeladási lista 2. helyéig jutott, de az USA-ban is kedvezőek voltak a kezdeti eladási eredmények. Ennek ellenére az album nem fogyott olyan jól mint az elődjei, és még a platinalemez státuszt sem érte el.
Ez volt az első olyan Iron Maiden-lemez, melyet sem a kritikusok, sem a rajongók nem fogadtak egyöntetű lelkesedéssel. Sok rajongó van azon a véleményen, miszerint az első olyan lemezük, mely nem hibátlan alkotás. A korongról hiányzott a korábbi kreativitás, Dickinson énekstílusában is változások következtek be. Nagyrészt elhagyta a korábban jellemző teátrális, heroikus stílust, ehelyett egy nyersebb megközelítést használt, de az együttes is visszakanyarodott korábbi, nyersebb stílusához. A fantasy dalszöveget pedig a korszak társadalmi problémáit feszegető témák váltották fel. A korong egyik számában szerzőként Adrian Smith is szerepel, ez a "Hooks In You", amit Bruce Dickinsonnal közösen írt.
Az anyagot a "Holy Smoke" kislemez vezette fel, amely hazai terepen sikeresnek bizonyult. A lemezről még egy dalt jelentettek meg kislemezen. A "Bring Your Daughter... to the Slaughter" volt a zenekar első olyan kislemeze, mely első lett az angol slágerlistán. A Dickinson által szerzett szám szerepelt a Rémálom az Elm utcában 5.: Az álomgyerek (1989) című horrorfilm betétdalaként is. Emellett a kislemez egy Free- és egy Led Zeppelin-feldolgozást is tartalmaz. Ez volt az első olyan kislemez, ami több formában jelent meg különböző B oldalakon, az egyik tartalmazta a tagok aláírását belekarcolva (ebből csak 500 db készült). A címadó dalhoz (csak úgy mint a "Holy Smoke"-ra) videóklipet is forgattak.

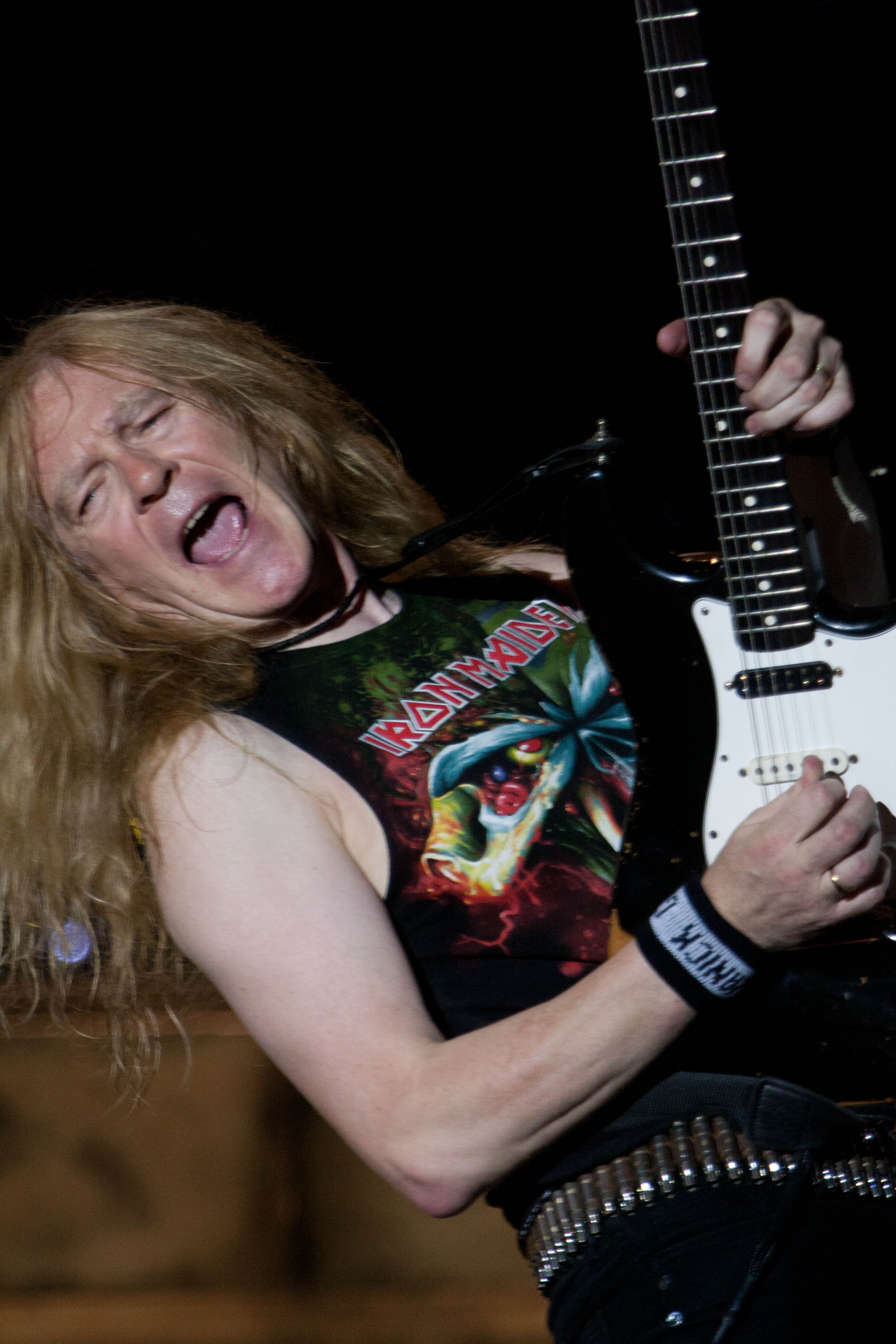
Janick Gers 1990 óta tagja az együttesnek. A fotó 2010-ben készült.

1990 szeptemberében vette kezdetét a No Prayer on the Road c. koncertsorozat, mely kereken egy évig tartott. A korábbi látványos előadásokkal szemben ezennel egyszerűbb színpadképet használt a zenekar.
Az album turnéján nagyrészt elhangzottak az új dalok, de Bruce Dickinson kilépése után már hanyagolták őket, és csak a "Bring Your Daughter... to the Slaughter" maradt a koncertprogram szerves része. Ezután Dickinson egy szóló koncertsorozatot vitt véghez 1991-ben, mielőtt stúdióba vonult volna a Maidennel, hogy rögzítsék a következő nagylemezt. A Fear of the Dark album felvételei az év végétől 1992 áprilisáig tartottak, ismét Harris stúdiójában. Ez volt az utolsó olyan Maiden-lemez, melynek Martin Birch volt a producere. Birch a felvételek befejezésével bejelentette visszavonulását. Az album 1992. május 11-én jelent meg az EMI gondozásában, és azonnal a brit listák élére ugrott. Az USA-ban a 12. helyet szerezte meg. Ez volt az első olyan lemezük, melyen Janick Gers dalszerzőként is szerepelt. Ez volt az addigi leghosszabb anyaguk, melyben nagyban közrejátszott az is, hogy ez volt az első, amely CD-n jelent meg. Zeneileg némi kísérletezést mutat a lemez, bizonyítja ezt a "Be Quick or Be Dead" speed metalos törekvése, vagy a Wasting Love tőlük szokatlanul balladás megközelítése. Az "Afraid to Shoot Strangers" szövegét az öbölháború inspirálta, ezáltal a dal az együttestől szokatlan módon politikai kérdésekkel foglalkozott. A korongon minden korábbinál nagyobb teret kaptak a billentyűs aláfestések. Mind a kritikusok, mind a rajongók nagy része negatívan fogadta a lemezt, mely véleményük szerint egy egyre fáradtabb és középszerű dalokkal teli zenekart tükrözött. Sok kritika érte a "Wasting Love" balladát, valamint a "Weekend Warrior" dalt, mely a 80-as évekbeli futball-huliganizmusra utalt. Továbbá az angol Metal Hammer hevesen bírálta a "The Fugitive" és a "The Apparition" dalszövegeit is. Az idők múlásával azonban az album a fanatikus rajongók körében egyre nagyobb megbecsülésnek örvendett. A címadó "Fear of the Dark" az együttes klasszikusává vált, mely a koncertprogramban is előkelő helyet foglal el.
Az albumról a "Be Quick or Be Dead", a "From Here to Eternity", a "Wasting Love" és a "Fear of the Dark" dalok jelentek meg kislemezen, melyek mindegyikéhez forgattak videót is. A Fear of the Dark volt az első olyan Iron Maiden-album, melynek a borítóját nem Derek Riggs készítette, hanem Melvyn Grant. 1992 júniusában vette kezdetét a Fear of the Dark Tour világturné, melynek egyes állomásain a Dream Theater volt az előzenekar. Az együttes Chilében meghirdetett koncertjét törölni kellett, mivel a Római Katolikus Egyház korábban sátánistának bélyegezte meg a zenekart. A turné keretén belül ők lettek a Monsters of Rock utazó fesztivál főzenekara, mely hét európai országot érintett.
1992. augusztus 22-én a donningtoni rockfesztiválon főzenekarként léptek fel, mely fellépés anyaga 1993-ban VHS és CD formátumban is megjelent Live at Donington,
illetve Donington Live 1992 címmel. A technikai személyzetnek nagy kihívást jelentett Eddie elkészítése, aki a borítónak megfelelően egy fa alakját magára öltő szörnyként jelent meg.
1993-ban újabb koncertanyagok jelentek meg. Az első lemez az A Real Live One volt, amely 1986 és 1992 közötti számokat tartalmaz, és 1993 márciusában jelent meg. A második korong címe A Real Dead One, mely 1974-1984 közötti számokat tartalmaz, és azután került kiadásra, miután Bruce Dickinson kivált az együttesből.
A turné során Dickinson már javában dolgozott második szólóalbumán, mely végül 1994-ben jelent meg Balls to Picasso címmel. Dickinson egyre inkább a saját ötleteivel volt elfoglalva, ezért kilépett a zenekarból, hogy intenzívebben folytassa szólókarrierjét. Búcsúkoncertje 1993. augusztus 28-án volt, melyet a BBC is közvetített. A felvétel VHS kazettán 1994-ben jelent meg Raising Hell címmel.
Még ez évben a "Fear of the Dark" dal koncertfelvételét az A Real Live One albumról Grammy-díjra jelölték a Best Metal Performance kategóriában.

### Blaze-korszak:The X Factor,Virtual XI(1995–1999)

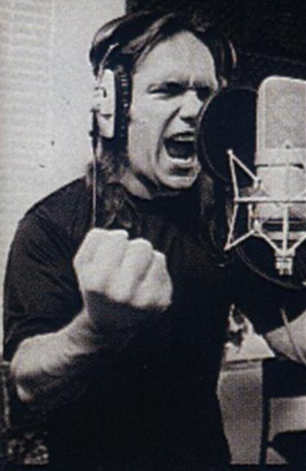
Blaze Bayley két album erejéig volt az Iron Maiden tagja. 1994-ben csatlakozott, de 1999-ben távoznia kellett.

Dickinson kilépése után a zenekar énekesek százait hallgatta meg, híreseket és névteleneket egyaránt. Végül a Wolfsbane énekese, Blaze Bayley kapta meg a posztot. A jelöltek között Doogie White is felbukkant, aki később a Rainbow-ban vált világhírűvé. Az együttes már 1994 végén nekiállt a következő album munkálatainak, a felvételek pedig 1995 augusztusában értek véget. Több pletyka is felröppent arról, hogy az albumot az egykori Helloween-frontember Michael Kiske fogja felénekelni. A Steve Harris és Nigel Green produceri munkájával elkészült album 1995. október 2-án jelent meg The X Factor címmel. Az EMI által kiadott, több mint 70 perces anyag a szakma és a rajongók részéről is negatív reakciókban részesült. Elsősorban Bayley stílusát érte kritika, akinek hangja teljesen más, mint Dickinsoné, miáltal a rajongók különböző reakcióit váltotta ki. A lemez a korábbiaknál egy komorabb, sötétebb hangulatú zenekart mutatott. A fő dalszerző, Steve Harris komoly magánéleti problémákkal küzdött ezekben az időkben, tönkrement a házassága és elvesztette az édesapját, a fájdalma az album több számában is érezhető. Zeneileg az előző lemezzel ellentétben itt inkább a hosszabb, epikusabb hangvételű dalokon volt a hangsúly, melyre jó példa a lemeznyitó 11 perces "Sign of the Cross".
A lemez borítóját Hugh Syme festette, ami hamarosan gondot okozott a zenekarnak, mivel a WH Smith és más boltok nem voltak hajlandóak eladni, mondván: túl obszcén. Ezért aztán úgy döntöttek, hogy készítenek egy visszafogottabb borítót, az eredetit pedig megfordítva betették a mellékelt lapok közé.
Máig a The X Factor az együttes legvitatottabb és leggyengébbnek minősített albuma, mely kereskedelmileg is az addigi leggyengébb eladásokat produkálta. Angliában 1981 óta ez a korong érte el a legrosszabb eredményt. Ebben nagy szerepet játszott a grunge térhódítása, és a heavy metal visszaszorulása is. A folyamat az Iron Maiden lemez- és koncertjegyeladásain is mutatkozott, melyek gyakorlatilag már a '90-es évek legeleje óta csökkenő tendenciát mutattak. A nagylemezt a "Man on the Edge" kislemez vezette fel, melynek címadó dalához videót forgattak. A dal címe az Összeomlás című filmre utal. Ezt követte a "Lord of the Flies" kislemez, melynek címadó dalát szintén megfilmesítették. A kiadvány emellett egy UFO- és egy The Who-feldolgozást is tartalmazott.
Az első koncert az új énekessel 1995. szeptember 28-án volt Jeruzsálemben, Izraelben.
A The X Factour-turné során újra ellátogattak Kelet-Európa számos országába, így többek között felléptek Csehországban, Lengyelországban, Szlovénia, Románia és Magyarország területén is. A körút során elsőként adtak koncertet Dél-Afrika és Izrael területén. Ugyan a zenekarra már korántsem volt akkora igény, mint a 80-as években, valamint az arénákból is inkább a kisebb méretű koncerttermekbe szorultak vissza, ennek ellenére sikerként könyvelhető el a São Paulo városában adott Monsters of Rock fesztiválos fellépés, melyre a város 50 000 főt befogadni képes stadionjában került sor. A 133 koncertből álló turné során felléptek volna Bejrútban és Libanonban is, de a koncerteket vízumproblémák miatt törölni kellett.
1996 szeptemberében kiadták első válogatáslemezüket Best of the Beast címmel. A lemez egy új kislemezt is hozott magával, a "Virus"-t. A turné lecsengésével 1997 végén ismét bevonultak Steve Harris stúdiójába, hogy rögzítsék a következő nagylemezt. Ismét Nigel Green volt a társproducer az EMI által 1998. március 23-án megjelenő Virtual XI albumon. A borítót ismét Derek Riggs festette, akinek nevéhez a zenekar leghíresebb borítói kötődnek. Zenei szempontból egy az elődjéhez hasonló anyag született, melyen nagy hangsúlyt kaptak a progresszívabb, terjedelmes kompozíciók. Az album fogadtatása még az előző The X Factor albuménál is negatívabb volt. Sok rajongó úgy érezte, hogy az olyan dalok, mint a "The Angel and the Gambler" és a "Don't Look to the Eyes of a Stranger" túlzásnak hatnak, melyek hosszúságuk ellenére nem bővelkednek az ötletekben, és a refréneket is számtalan kritika érte, miszerint túl sokszor ismétlődnek. Sokan vannak azon az állásponton, hogy az album csak a nagyon szűken vett fanatikusok által élvezhető, valamint, hogy ez minden idők leggyengébb Iron Maiden-albuma. A legtöbben Blaze Bayley zenekarbeli szereplését kifogásolták.
A lemez az addigi legalacsonyabb eladásokat produkálta, egy 2009. áprilisi adat szerint az Egyesült Államokban 84.987, míg világszerte 1 050 000 példányt adtak el belőle. Ezzel az eredménnyel a Virtual XI lett a legsikertelenebb Iron Maiden-album.
Az albumról elsőként a "The Angel and the Gambler" jelent meg kislemezen, melyhez videóklip egy rövidebb, 4 perces verzióban készült. A második kislemez a Futureal című dalra készült, melyhez szintén forgattak filmet. 1998 áprilisától decemberéig tartott a korongot népszerűsítő Virtual XI World Tour koncertsorozat, mely Franciaországban vette kezdetét. A turné során Isztambulban is felléptek. 1999-ben egy gyűjteményes anyag jelent meg Ed Hunter címmel, de a zenekar hallható volt az azonos című számítógépes játékban is. 1999 januárjában
Blaze Bayley énekest távozásra szólították fel. A döntést Harris az énekes egyre rosszabb tendenciát mutató koncertteljesítményével magyarázta.
Ezzel egy időben a zenekar teljes diszkográfiája újra megjelent újrakeverve, bónuszokkal kiegészítve, Harris felügyelete mellett.

### Újjáalakulás:Brave New World,Dance of Death(1999–2005)

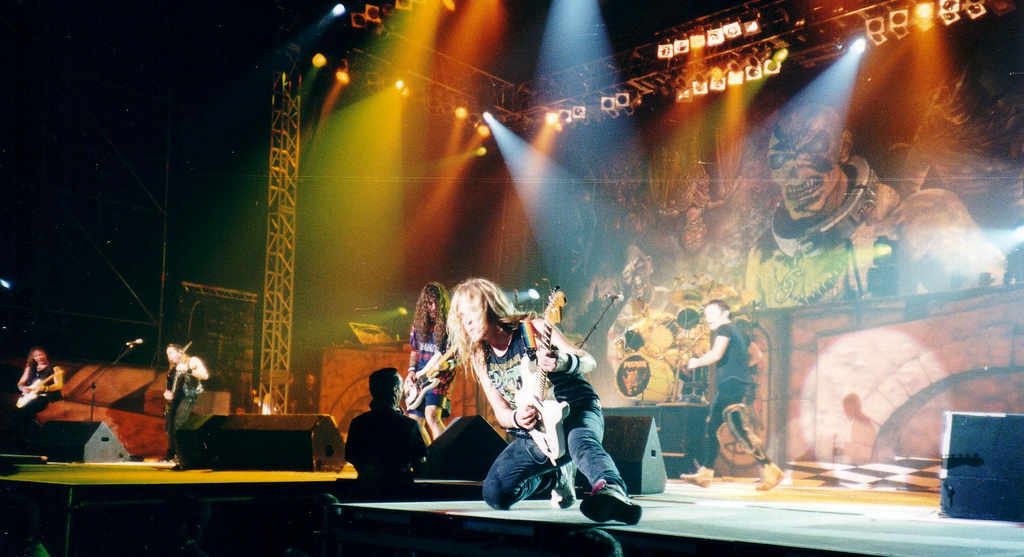
Az Iron Maiden a The Ed Hunter Tour elnevezésű turné egyik állomásán

Miután Blaze Bayley elhagyta a zenekart, az együttes 1999 márciusában egy a rajongókat meglepő bejelentéssel állt elő. Nemcsak Bruce Dickinson, de a volt gitáros, Adrian Smith is visszatért a zenekarba, ami azt jelentette, hogy újraegyesült a '80-as évekbeli klasszikus felállás, azzal a különbséggel, hogy Janick Gers maradt harmadik gitárosként.
A hattagú zenekar belevágott a The Ed Hunter Tour koncertsorozatba, mely 1999 júliusától az év októberéig tartott. A koncertek lecsengése után Harris és Kevin Shirley produceri irányítása mellett megkezdték az új album felvételeit, melyet az EMI és a Sony mellett a Portrait Records jelentetett meg, 2000. május 29-én. A Brave New World címet kapott album felvételei 1999 nyarától 2000 áprilisáig tartottak, ez alkalommal a párizsi Guillaume Tell stúdióban. A "visszatérőlemezt" óriási várakozás előzte meg. A rajongók és a kritikusok egyaránt pozitívan fogadták a lemezt, de Bruce Dickinson is kijelentette ekkortájt, hogy ez a kedvenc Maiden-albuma. Zeneileg egy kevésbé riffalapú lemez született, előtérbe kerültek a progresszívabb, epikusabb megfogalmazású dalok, melyek kikövezték az utat a következő stúdióalbumokhoz. A lemez kereskedelmileg is sikeres lett, az UK Albums Chart listáján a 7., míg a Billboard 200-on a 39. helyen nyitott. Az Egyesült Királyságban azóta aranylemez lett. A lemez címét és az azonos című dalt is Aldous Huxley Szép új világ című regénye alapján adták, a lemez borítóját pedig ismét Derek Riggs készítette.
Az albumról a "The Wicker Man" és az "Out of the Silent Planet" dalokat adták ki kislemezként, melyekhez videót is készítettek. Előbbit Grammy-díjra jelölték a Best Metal Performance (Grammy-díj a legjobb metalteljesítményért) kategóriában.
Az együttes iránt ismét megnőtt az érdeklődés, amihez nagyban hozzájárult a heavy metal újbóli megerősödése is.
2000 júniusában vette kezdetét a Brave New World Tour koncertsorozat, mely több mint 100 fellépést foglalt magában, és egészen 2001 januárjáig tartott. A világ számos országát érintő turné csúcspontja a 2001. január 19-én Brazíliában adott koncert volt. A Rock in Rio fesztivál főzenekaraként több mint 250 000 ember előtt léptek fel. A fellépés az együttes egyik legsikeresebb és legmonumentálisabb koncertje volt, melynek felvétele dupla CD-n és DVD-n is megjelent, Rock in Rio címmel.

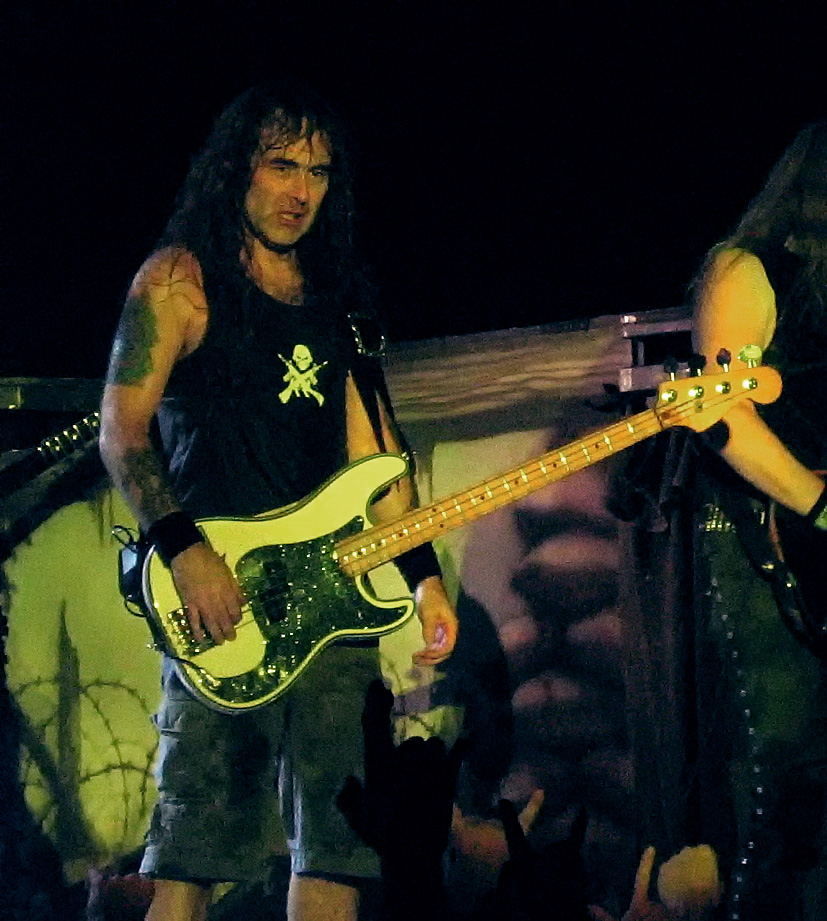
Steve Harris 2006-ban

A turné után Ivor Novello-díjat kaptak, majd 12 hónapos szünetet tartottak.
2002 márciusában két koncertet adtak Londonban korábbi dobosuk, Clive Burr megsegítésére, aki Sclerosis multiplexben szenved. 2002-ben két koncertanyag jelent meg a zenekartól, a The BBC Archives és a Beast Over Hammersmith, melyeket egy gyűjteményesbox-szett, az Eddie's Archive követett. 2003 májusától újra turnéra indultak, mely a Give Me Ed... 'til I'm Dead Tour címen futott. A koncertek 2003 augusztusáig tartottak. A turné 56 állomásán több mint 1 millió néző volt, beleértve a Rock am Ring, a Rock im Park és a Download fesztiválokat is, melyeknek az Iron Maiden volt a fő attrakciója. Ezzel a turnéval újra felléptek Magyarországon is a Summer Rocks fesztivál első napján, a Kisstadionban.
Már 2002-ben elkezdődtek a következő nagylemez munkálatai a londoni Sarm West stúdióban. A producer ismét Kevin Shirley volt az EMI által kiadott anyagon. A Dance of Death című album Japánban 2003. szeptember 2-án, a világ többi részén szeptember 8-án jelent meg. Az albumot ismét nagy várakozás előzte meg, mely révén hazai lemezlistán a 2. helyig jutott az anyag, míg az USA-ban a 18. lett. Zeneileg a Brave New World album által megkezdett, progresszívabb irányvonal folytatódik, itt-ott szokatlan hangszerelési megoldásokkal. Ezt tükrözi négy olyan szám is, mely átlépi a 7 perces hosszt. A lemezt több helyen is átszövik kelta zenei hatások, mely leginkább a "No More Lies" és a "Montségur" dalokban teljesedik ki.
Előbbi dal nyomán egy EP is megjelent 2004 tavaszán. A "No More Lies" című anyagra négy dal került fel.
A már korábban is rendre előkerülő történelmi és irodalmi hatásokat folytatták az olyan dalok, mint a "Montségur" vagy a "Paschendale".
A CGI által létrehozott borítót heves kritikák érték, ugyanis a rajongók nagy részének nem tetszett. Az album nagyrészt pozitív kritikákban részesült, de sokaknak nem tetszett a progresszívabb megközelítés.
Kislemezként a "Wildest Dreams"-t és a "Rainmaker"-t adták ki, melyekhez videóklip is készült, de a "Wildest Dreams"-t már a lemezmegjelenés előtti nyári turnén megismerhették a rajongók.
2003 júniusában egy videóklip-gyűjtemény jelent meg a Visions of the Beast című DVD képében.
A lemezt népszerűsítő turné 2003 októberében vette kezdetét, mely Dance Of Death World Tour címen futott. A négy hónapig tartó turné során több mint 50 koncertet adtak, melyekre több mint 750 ezren voltak kíváncsiak. A turné során felléptek Dél-Amerikában, Európában, Észak-Amerikában és Japánban is. A "Dance of Death" előadása alatt Bruce Dickinson színházi maszkokat és egy köpenyt öltött magára. A "Paschendale" előadása közben pedig egy olyan brit gyalogos öltönyt viselt, melyet az első világháború idején használtak a katonák. A turné Dortmundban adott koncertjéről 2005 augusztusában DVD és CD felvétel jelent meg Death on the Road címmel. A Dance Of Death World Tour során újra felléptek Magyarországon is, ezúttal Debrecenben.
2005-ben a zenekar bejelentette, hogy a debütáló album 25. évfordulója alkalmából a teljes lemezt előadja a koncerteken, valamint a további számok is kizárólag az első négy albumról fognak elhangzani. A turnét támogatta a 2004 novemberében megjelent The Early Days DVD, mely a megalakulástól 1983-ig tartalmaz koncertfelvételeket. Az anyagra felkerült a korábban csak VHS formátumban hozzáférhető Live at the Rainbow is, de emellett egy The Number of the Beast-turnés koncert, valamint az 1983-as dortmundi metalfesztiválon rögzített koncert is látható volt a dupla DVD-n. Igazi ritkaságként felkerült az anyagra egy 1979-es koncert felvétele is, interjúk, fotógalériák és egyéb érdekességek mellett. A DVD óriási sikert aratott, mely a legtöbb országban listavezető lett, de az USA-ban is beplatinázódott.
Az első négy albumra koncentráló Eddie Rips Up The World Tour-koncertsorozat az előző turnéknál is sikeresebbnek bizonyult. A turné csúcspontja a svédországi Ullevi Stadion-beli koncert volt 60 ezer nézővel. A koncertet Európa-szerte műholdas televízió közvetítette, így több mint 60 millióan látták.
Ezt követően az Ozzfest fesztivál keretein belül adtak néhány koncertet az USA-ban. 2005. augusztus 20-án egy kisebb kellemetlenség történt az egyik fellépésen, mikor Sharon Osbourne, Ozzy Osbourne felesége koncert közben leállíttatta a zenét, majd hamarosan „Ozzy, Ozzy” kórusokat kántáltak a hangberendezések. Ezt követően az első sorokban lévő koncertlátogatók (akiknek Dickinson elmondása szerint semmi közük az Iron Maiden képviselte heavy metalhoz) nyers tojásokkal dobálták meg a zenekart. Az ellenségeskedés Sharon és a zenekar között óriási sajtóvisszhangot kapott.
Ezt követően a Reading és a Leeds fesztiválokon léptek fel, összesen 130 000 ember előtt. Írországban 2005. augusztus 31-én 40 ezer rajongó előtt léptek fel a RDS stadionban. Ezt követően egy jótékonysági előadáson is szerepeltek, melynek bevételeit a Clive Burr MS Trust Fund kapta meg.

### AMatter Of Life And Death,Somewhere Back in Time(2005–2009)

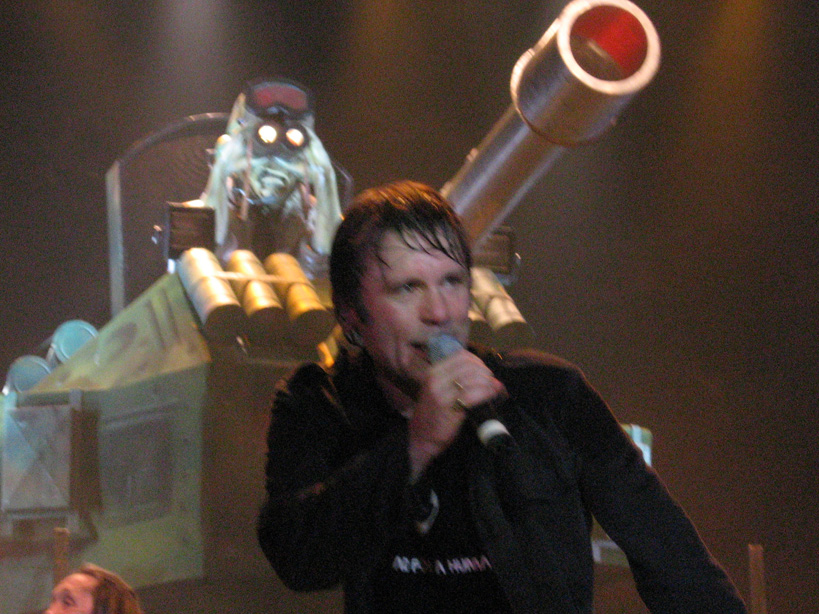
Bruce Dickinson énekes 2006-ban a Matter Of Life And Death World Tour egyik koncertjén

2005 szeptemberében megkezdődtek a 14. nagylemez munkálatai, melyek 2006 júliusáig tartottak. Az ismét Kevin Shirley és Steve Harris producerkedésével készült anyagot az EMI adta ki, 2006. augusztus 28-án.
Az A Matter of Life and Death című anyag az angol listán a 4., míg az amerikain a 9. helyen nyitott. Az album nagyrészt pozitív kritikában részesült, mely a zenekar addigi legkomplexebb, legprogresszívabb anyaga lett. Zeneileg a Brave New World és a Dance of Death lemezek irányvonala teljesedett ki, még hosszabb és összetettebb dalok formájában. A lemezt dinamikai és tempóváltásokban gazdag, epikus dalok teszik ki nagyrészt, de az olyan rövidebb dalokban, mint a "Different World" vagy a "The Pilgrim" is jelen van egyfajta melankolikusabb hangnem. A korongot több helyen maximális pontszámokkal jutalmazták, míg a Classic Rock olvasói az év lemezének szavazták meg. Csakúgy, mint elődjét, ezt a korongot is érték elégedetlenkedő kritikák. A Rolling Stone például a lehetséges 5 csillagból 3-at adott, és megállapította, hogy a zenekar "elegánsan öregszik".
Bruce Dickinson nyilatkozata szerint a címet (és az albumon szereplő sötét tematikájú dalokat) részben a zenekari tagok gyermekkori élményei is inspirálták, amit a hidegháború évei alatt tapasztaltak.
Az anyagról két kislemez jelent meg: a "The Reincarnation of Benjamin Breeg" és a "Different World", melyekhez videót is készítettek.
2006 októberében vette kezdetét a A Matter of Life and Death Tour névre keresztelt koncertsorozat, mely 2007 nyarán ért véget. A turné során eljátszották az egész albumot, melyet a közönség ismét vegyes reakciókkal fogadott.
2006 novemberében az Iron Maiden menedzsere, Rod Smallwood bejelentette, hogy 27 év együttműködés után szakít a Sanctuary Music-kal és új céget indított Phantom Music Management névvel.
A turné második szakasza A Matter of the Beast fedőnév alatt futott, mellyel a 25 éves The Number of the Beast előtt tisztelegtek, és amelyről négy dal is bekerült a koncertprogramba. A körút során felléptek Dubajban a Dubai Desert Rock Festival-on, majd Indiába is ellátogattak, ahol több mint 45 000-en voltak rájuk kíváncsiak. Ez az alkalom volt az első, hogy egy jelentős, sikeres zenekar Indiában turnézott.
A turné Európában folytatódott, többnyire szabadtéri fesztiválokon vagy stadionokban. Angliában főzenekarként léptek fel a Donington parkbeli Download Festival-on, pályafutásuk alatt már negyedik alkalommal. Az eseményre a becslések szerint több mint 80 ezren voltak kíváncsiak annak ellenére, hogy a jegyárak jóval drágábbak voltak, mint az elmúlt években.
2007. szeptember 5-én a zenekar bejelentette, hogy megkezdi Somewhere Back in Time World Tour elnevezésű világturnéját, mely kizárólag az első hét album anyagából fog állni, főleg a Powerslave, a Somewhere in Time és a Seventh Son of a Seventh Son albumokra kihegyezve. A színpadkép is a '80-as éveket idézte, egyiptomi kellékekkel, fáraókkal. Ennek apropójából megjelent a Live After Death DVD-változata, mely az Early Days-DVD folytatása 1983-tól 1986-ig. A dupla DVD-re nemcsak a legendás Live after Death koncertfilm került fel, hanem az 1985-ös Rock in Rio fesztiválon való fellépés, valamint a korábban csak VHS formában kapható Behind the Iron Curtain is.
A turné az Indiai Mumbaiban kezdődött, ahol több mint 30 000 embernek játszottak. A turné iránti érdeklődés óriási volt, az 50-60 ezres stadionokban órák alatt elkeltek a jegyek, így ez lett a zenekar történetének legsikeresebb turnéja. Az első felvonásban 24 koncertet adtak 21 városban. A zenekar saját repülőjével utazott, az "Ed Force One"-nal, melynek pilótája Bruce Dickinson volt. A turné során több mint 50 000 mérföldet utazott a zenekar, mely Ausztráliába is eljutott, ahol 1992 óta nem léptek fel. A körút alkalmából a zenekar 2008 májusában kiadott egy válogatásalbumot Somewhere Back in Time címmel. Ez 1980-1988 között megjelent számokat tartalmaz.
Angliában egy koncertet adtak, a 82 000 férőhelyes Twickenham stadionban. A turné utolsó szakasza 2009 februárjában és márciusában zajlott le, ahol először léptek fel Peruban és Ecuadorban, valamint 16 év után újra Új-Zélandon. A zenekar Indiában is fellépett a Rock In India fesztivál főzenekaraként.
A turné során újra felléptek Magyarországon, a Sziget Fesztiválon, 50 000 néző előtt.
2009. január 20-án bejelentették, hogy filmet adnak ki a Somewhere Back in Time World Tour turnéról. A film áprilisban került a mozikba, melyet a Universal Music Group és az EMI forgalmazott. A film hanganyaga dupla CD-n és DVD-n is megjelent Flight 666 – The Original Soundtrack címmel. A zenekar 2009-ben a BRIT AWARDS-on elnyerte a 2009 legjobb koncertzenekara címet. A CD-n és DVD-n is megjelenő kiadvány iránt nagy volt az érdeklődés, így hamar a listák tetejére került a világ számos országában.
2009. március 15-én São Paulóban léptek fel, ahol előzenekar nélkül 100 000-ren voltak, így ez a fellépés lett a legnagyobb látogatottságú önálló koncertjük. Az esemény a chilei koncertet is felülmúlta, ahol 70 000-en voltak. Nicko McBrain sajtóközleményben tudatta, hogy 2010-ben új lemezt fognak kiadni, melyet turné fog követni. Ezt a kijelentést Londonban a BBC News-ban adott interjújában Janick Gers is megerősítette.

### The Final Frontier,Maiden England(2009–2014)
A grandiózus Somewhere Back in Time World Tour végeztével az együttes 2009 novemberében stúdióba vonult, hogy rögzítse következő nagylemezét. A felvételek 2010 áprilisáig tartottak, ismét Kevin Shirley produceri munkájával. Az új album 2010. augusztus 16-án, The Final Frontier címmel jelent meg az EMI kiadásában. A felvételek a Bahamákon található Compass Point Studios-ban készültek. 2010. június 7-én az Iron Maiden hivatalos honlapján ingyenesen letölthetővé tették az album első kislemezét, az "El Dorado" című dalt. Az album és a kislemez sci-fi képregényeket idéző borítóját Melvyn Grant készítette, aki korábban többször is dolgozott már az együttesnek. A lemezcímadó "The Final Frontier" című dalhoz az album sci-fi koncepciójába illő videóklipet készítettek. Zeneileg ismét egy komplex, progresszív hatásokban bővelkedő album készült el, melyen a terjedelmes szerzemények kaptak hangsúlyos szerepet. A lemezre az együttestől szokatlan megoldások is felkerültek, bizonyítva az együttes kísérletező kedvét. A korong pozitív és negatív kritikákat egyaránt kapott. A Kerrang! és a Metal Hammer maximális pontszámmal jutalmazta az anyagot, de az AllMusic is pozitívan nyilatkozott a korongról. Az anyag többféle verzióban is megjelent, ezek között szerepelt egy rajongóbarát, füzetkönyv nélküli verzió is a közép-keleti európai piacra.
A lemez elképesztő sikert aratott, Amerikában a 4. helyig jutott, míg az alábbi országokban vezette a lemezeladási listákat: Anglia, Kanada, Svédország, Görögország, Németország, Svájc, Izland, Ausztria, Olaszország, Franciaország, Szlovénia, Szlovákia, Oroszország, Észtország, Lettország, Litvánia, Szerbia, Bulgária, Románia, Horvátország, Csehország, Magyarország, Dánia, Portugália, Spanyolország, Norvégia, Finnország, Japán, India, Új-Zéland, Brazília, Kolumbia, Mexikó, Chile, Costa Rica, Argentína, Szaúd-Arábia, Egyesült Arab Emírségek, Venezuela és Luxemburg.

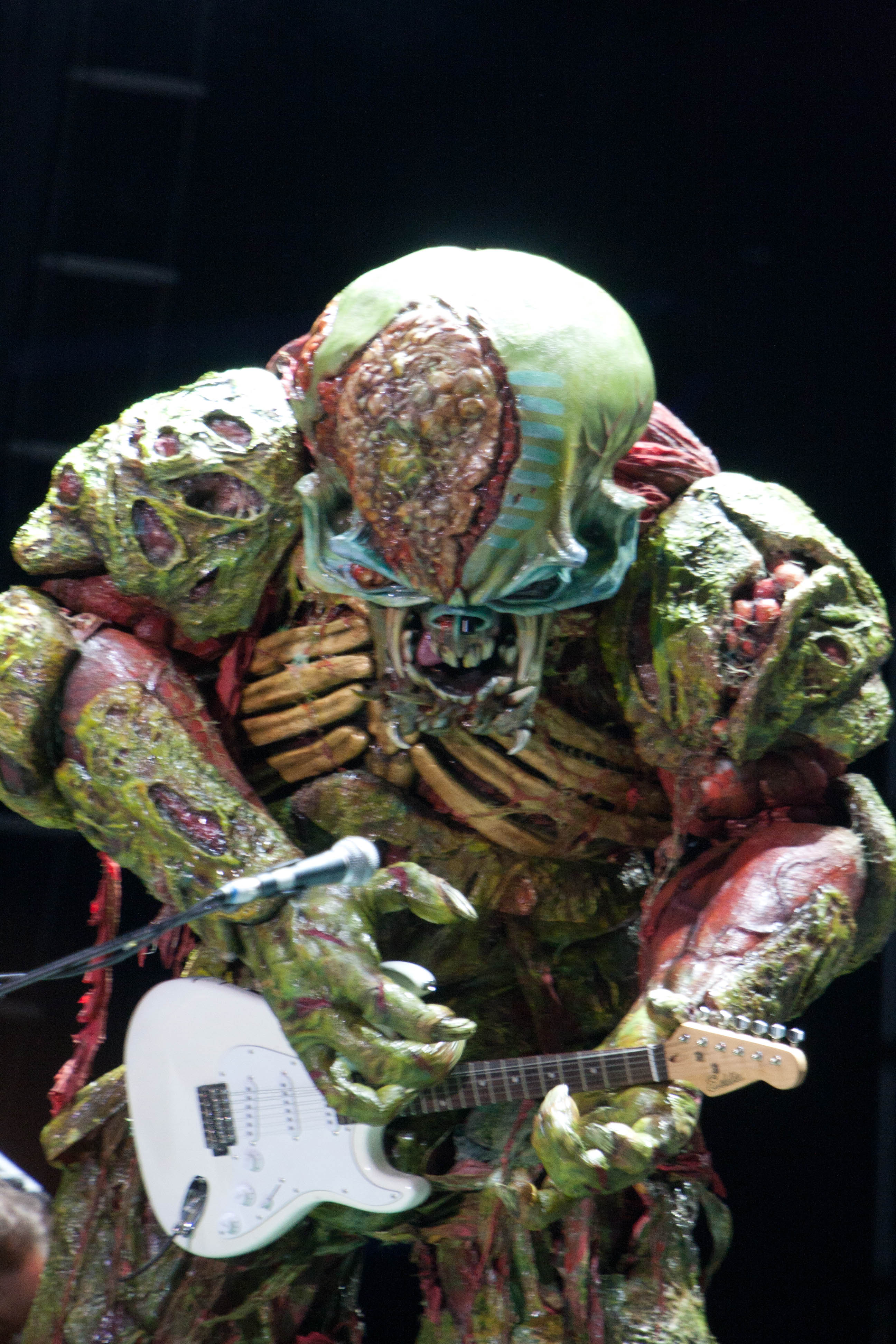
A megújult külsejű Eddie „gitárszólója” 2010-ben, Ottawában.

A koronghoz kapcsolódó koncertturné, a The Final Frontier World Tour az év júniusában vette kezdetét Dallasban, majd az együttes Európában, többek között Magyarországon is koncertezett. A magyar koncertre augusztus 14-én Budapesten, a Sziget Fesztiválon került sor, mely több kritikát is kapott a hangosítás révén. 2010 nyarán felléptek az angliai Sonisphere Festivals rendezvényen, de Svédországban és Finnországban is adtak koncertet, míg a német Wacken Open Air fesztiválon főzenekarként léptek fel. A turné során Kanadában is játszottak, de pályafutásuk során először léptek fel Szingapúrban. Emellett az együttes 2011-ben számos helyen fellépett, köztük olyan helyeken is, mint az ausztrál Soundwave fesztivál, de a londoni O2 Aréna színpadán is megfordult a zenekar. A 2011-es év koncertjein olyan előzenekarok léptek fel az együttes előtt, mint a Rise To Remain, a Bullet For My Valentine, a Godsmack, a Cavalera Conspiracy, a Black Tide, a Kamelot, az Exodus, az Airbourne, a Trivium, a DragonForce vagy Alice Cooper.
2011 februárjában az El Dorado című dalért pályafutásuk során első alkalommal Grammy-díjat kaptak a legjobb metalteljesítményért kategóriában a Korn, a Lamb of God, a Megadeth és a Slayer előtt.
Március 15-én bejelentették, hogy az EMI új Iron Maiden válogatásalbumot fog kiadni, ami a Somewhere Back in Time folytatása lesz, és From Fear to Eternity címen fog megjelenni május 23-án. A dupla lemezes válogatásalbum a zenekar 1990 és 2010 között megjelent dalait tartalmazza. Ugyanúgy, mint a Somewhere Back in Timeon, ezen az albumon is szerepelnek élő felvételek Bruce Dickinson éneklésével, ezzel kikerülvén Blaze Bayleyt. A válogatásalbummal kapcsolatos sajtómegbeszélésen a zenekar menedzsere, Rod Smallwood elárulta, hogy a zenekar új koncert DVD-vel fog jelentkezni 2011-ben, amit Argentínában és Chilében vesznek fel. A koncertfelvétel En Vivo! címmel 2012. március 26-án jelent meg (kivéve Kanadát és USA-t, ahol március 27-én), CD, LP, DVD és Blu-ray formátumokban. A kiadvány DVD és Blu-ray verzióján nemcsak a koncertfelvétel található, hanem egy Behind The Beast című 88 perces dokumentumfilm is, amelyben interjúk is fellelhetők a zenekari tagokkal.
2012. február 15-én bejelentette a zenekar, hogy a következő turnéjuk, a Maiden England World Tour 2012-13 főleg az azonos című, 1988-as koncertet tartalmazó VHS kazetta anyagát fogja tartalmazni. A turné Észak-Amerikában startolt 2012 nyarán, majd 2013-ban Európában folytatódott. A turnéhoz kapcsolódóan megjelent a Maiden England koncertvideó DVD-n, rajta az 1988-as birminghami koncert teljes anyagával (a VHS-en a ráadásszámok nem kaptak helyet). 2013. március 13-ára virradóra hosszan tartó, súlyos betegség, szklerózis multiplex következtében elhunyt Clive Burr, az együttes egykori dobosa, aki az első három albumon játszott. A turné nagy sikere nyomán 2014-ben is volt egy 20 állomásos ráadáskör, ami a nyolcvanas éveket idéző turnék zárása is volt egyben. Így a koncertműsor is némileg módosult. Ennek keretében a zenekar ismét játszott Magyarországon, 2014. június 3-án Budapesten, a Papp László Budapest Sportarénában.

### The Book of Souls, Senjutsu(2015–napjainkig)
2014 végén daganatot találtak az énekes, Bruce Dickinson nyelvén. Kemoterápiás és sugárkezelése 2015. február közepén ért véget, orvosai szerint jók az esélyei a gyógyulásra. Február végén a dobos, Nicko McBrain azt nyilatkozta, hogy elkészült az új Maiden-lemez, de a turnézással addig várnak, amíg Bruce teljesen felépül. A lemezfelvétel helyszíne a párizsi Guillaume Tell Studios volt, ahol korábban a 2000-ben megjelent Brave New World című albumukat is készítették. 92 perces hosszával az együttes első dupla stúdióalbuma, melyen helyet kapott a zenekar eddigi leghosszabb száma, a Bruce Dickinson által írt, 18 perces "Empire of the Clouds".
2015 májusában a zenekar bejelentette az énekes teljes gyógyulását, A The Book of Souls című album 2015. szeptember 4-én jelent meg. A lemez jó kritikákat kapott és kereskedelmileg is sikeresnek bizonyult. Az ötödik Iron Maiden nagylemez volt, amely a brit lemezeladási listán megszerezte az 1. helyet, míg az Egyesült Államokban a 4. helyig jutott a Billboard 200-as listán. A The Book of Souls összesen 43 ország lemezeladási listáján ért fel a csúcsra.
A világ körüli lemezbemutató turné 2016 februárjában indult, melynek során hat kontinensen, 35 országban léptek fel, köztük Kínában, Salvadorban és Litvániában első alkalommal. A "The Book of Souls World Tour" 117 koncertjén több, mint két és fél millió ember előtt játszott az Iron Maiden. A következő, "Legacy of the Beast World Tour" elnevezésű turné Európában startolt 2018-ban, majd 2019-ben Észak- és Dél-Amerikában folytatódott. A koncertsorozat látványvilágát az Iron Maiden 2017-ben megjelent, Legacy of the Beast című képregénysorozata és az ahhoz kapcsolódó mobilos játéka inspirálta. A Covid19 világjárvány miatt a turné 2020-ra tervezett fellépéseit előbb 2021-re, majd 2022-re halasztották, ami közel 1 millió rajongót érintett.
2020 augusztusában elhunyt Martin Birch producer, aki 1981 és 1992 között dolgozott az együttessel. Olyan albumok fűződnek a nevéhez mint a The Number Of The Beast, a Seventh Son of a Seventh Son, vagy legutolsó munkája, a Fear of the Dark. Novemberben megjelent a Nights of the Dead, Legacy of the Beast: Live in Mexico City című koncertalbum, melynek felvételeit a Mexikóvárosban rendezett, három telt házas koncert során rögzítették a Palacio de los Deportes sportcsarnokban, 2019 szeptemberében.
Hat év elteltével, 2021 júliusában mutatott be új videoklipet az Iron Maiden. A The Writing on the Wall dalhoz készült videót Nicos Livesey rendezte. Néhány nappal a premier után bejelentették, hogy következő nagylemezük Senjutsu címmel jelenik meg szeptemberben. Az album felvétele már jóval korábban, 2019 első felében lezajlott a párizsi Guillaume Tell Studios-ban, ám a megjelenést a pandémia miatt későbbre tolták, így a zenekar történetében ez a hat év volt a legnagyobb idő, amely két stúdióalbum kiadása között eltelt. A 2021. szeptember 3-án megjelent Senjutsu 27 országban lett listavezető, ám a brit lemezeladási listán 15 év után először fordult elő, hogy nem szerezte meg az 1. helyezést.
2023-ban másodszor is esélyes volt az Iron Maiden, hogy bekerüljön a Rock and Roll Hall of Fame-be, ám a beiktatottak listájáról végül lemaradt az együttes. 2023-24 között "The Future Past World Tour" néven turnézott az együttes, ám műsort elsősorban a Somewhere in Time és a Senjutsu albumokra kihegyezve. Nicko McBrain a turné előtt kisebb agyvérzést kapott, de felépült annyira, hogy végigdobolja a turnét. 
2024 őszén elhunyt Paul Di'Anno, az együttes korai időszakának meghatározó énekese. Decemberben Nicko McBrain bejelentette visszavonulását az aktív turnézástól, ám hivatalosan továbbra is az Iron Maiden tagja maradt. Helyét a Steve Harris másik zenekarából (British Lion) érkező Simon Dawson vette át, mint koncertdobos. Dawson első hivatalos fellépése az Iron Maiden dobosaként a 2025. május végén indult "Run for Your Lives" turné nyitóállomása volt Budapesten, a Papp László Sportarénában.

## Sikerek és népszerűség

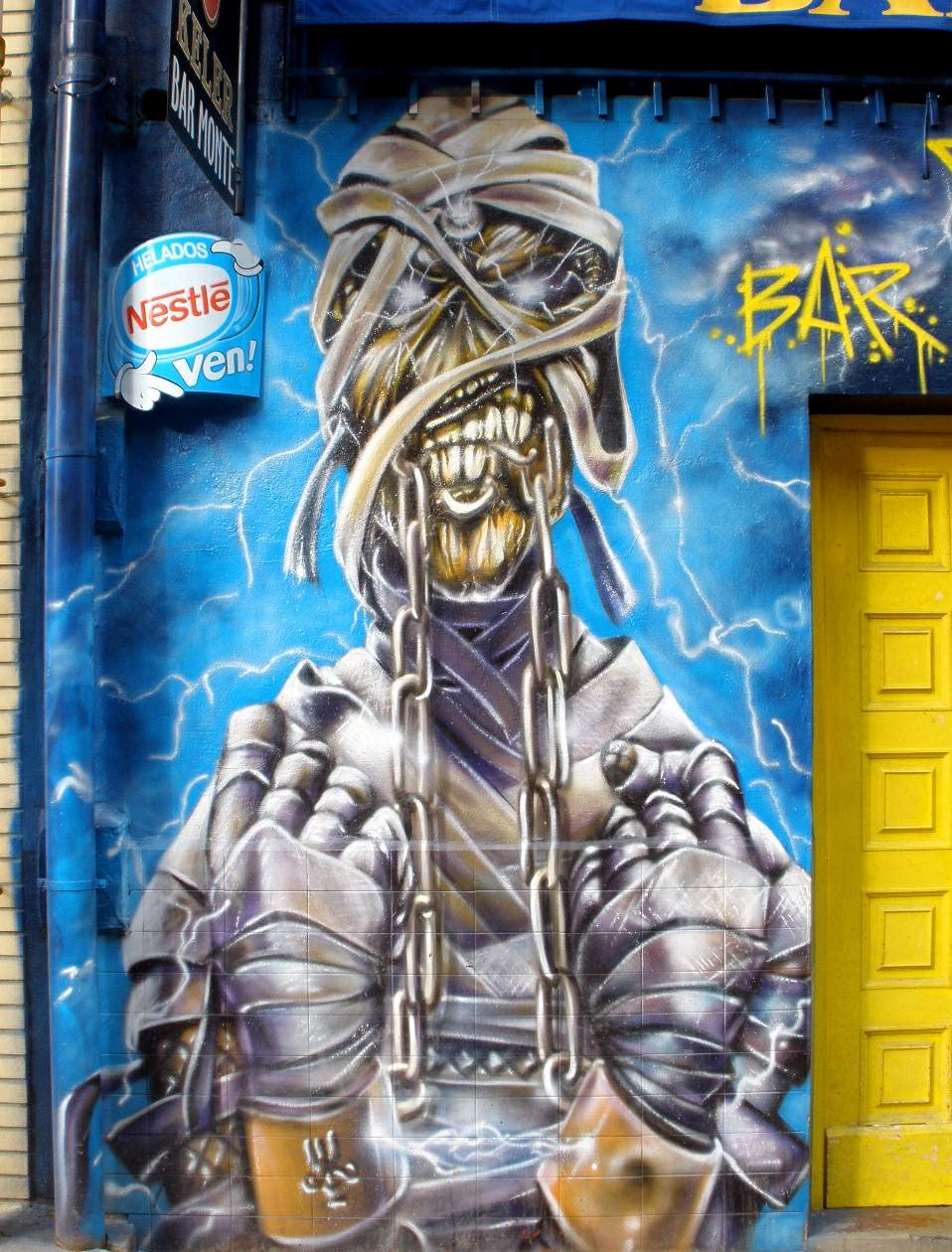
Eddie-graffiti egy bár falán.

Az Iron Maiden a maga több mint 100 millió eladott lemezével minden idők egyik legsikeresebb heavy metal zenekara. Ehhez hasonló eredményekkel a heavy metal zenekarok közül csak a Black Sabbath és a Metallica büszkélkedhet. Sikereiket különösebb médiatámogatás nélkül érték el, hiszen dalaikat napközben csak elvétve játsszák a rádióállomások és a zenei csatornák, ezért sikereik kezdetén csakis lemezeik színvonalára és koncertteljesítményükre támaszkodhattak. Általános vélekedés, hogy az együttes első hét albuma a heavy metal műfaj megkerülhetetlen klasszikusai, melyek alapján az együttest több hozzáértő is a "legtökéletesebb heavy metal zenekar" címkével illeti. Az együttes Anglia egyik legsikeresebb zenei vállalkozása, melynek nemcsak lemezei, de egyéb kiegészítői is (pólók, táskák, bögrék stb.) rendkívül keresettek.
Az Iron Maiden 24. lett a VH1 100 Greatest Artists of Hard Rock listáján, valamint 4. lett az MTV Minden idők 10 legnagyobb heavy metal együttese listáján.
3. helyen végzett a VH1 Classics: Top 20 Metal Bands listán, és az Ivor Novello-díjat is megkapták 2002-ben. 2005-ös Egyesült Államokbeli turnéjuk alatt pedig beiktatták őket a Hollywood RockWalk-ba.
Az Iron Maiden állandó kabalája Eddie, aki mind a horrorfilmek által ihletett albumborítókon, mind a koncerteken megjelenik. Eddie-t Derek Riggs rajzolta egészen 1992-ig, utána Melvyn Grant. Eddie szerepelt az Ed Hunter FPS játékban, és a játék alatt megjelentetett ajándéktárgyakon, könyveken és képregényeken. Eddie-nek eleinte csak a feje volt látható, mely a korai Maiden-koncerteken füstött okádott és művért köpött. Később teljes életnagyságban is megjelent, mindig az aktuális turné koncepciójának megfelelő alakot öltve. Eddie a mai napig az Iron Maiden koncertek elhagyhatatlan kelléke, aki nagyban növeli az együttes bevételeit is. Az őt ábrázoló kiegészítők annyira népszerűnek bizonyulnak, hogy Freddy Krueger után Eddie volt a '80-as évek egyik legkedveltebb horrorfigurája.
2008-ban a Kerrang! című magazin kiadatott egy albumot, amin Iron Maiden dalokat játszanak az alábbi együttesek: Metallica, Dream Theater, Machine Head, Trivium, Coheed and Cambria és az Avenged Sevenfold.
Az együttes számai sok videójátékban szerepeltek, ilyenek például a Carmageddon 2, a Grand Theft Auto: Vice City, a Grand Theft Auto: Episodes from Liberty City, a Grand Theft Auto IV: The Lost and Damned, a Tony Hawk's Pro Skater 4, a SSX on Tour és a Madden NFL 10. Emellett néhány számukat el lehet játszani a Guitar Hero és a Rock Band játékokban.

## Zenei stílus, élő előadások

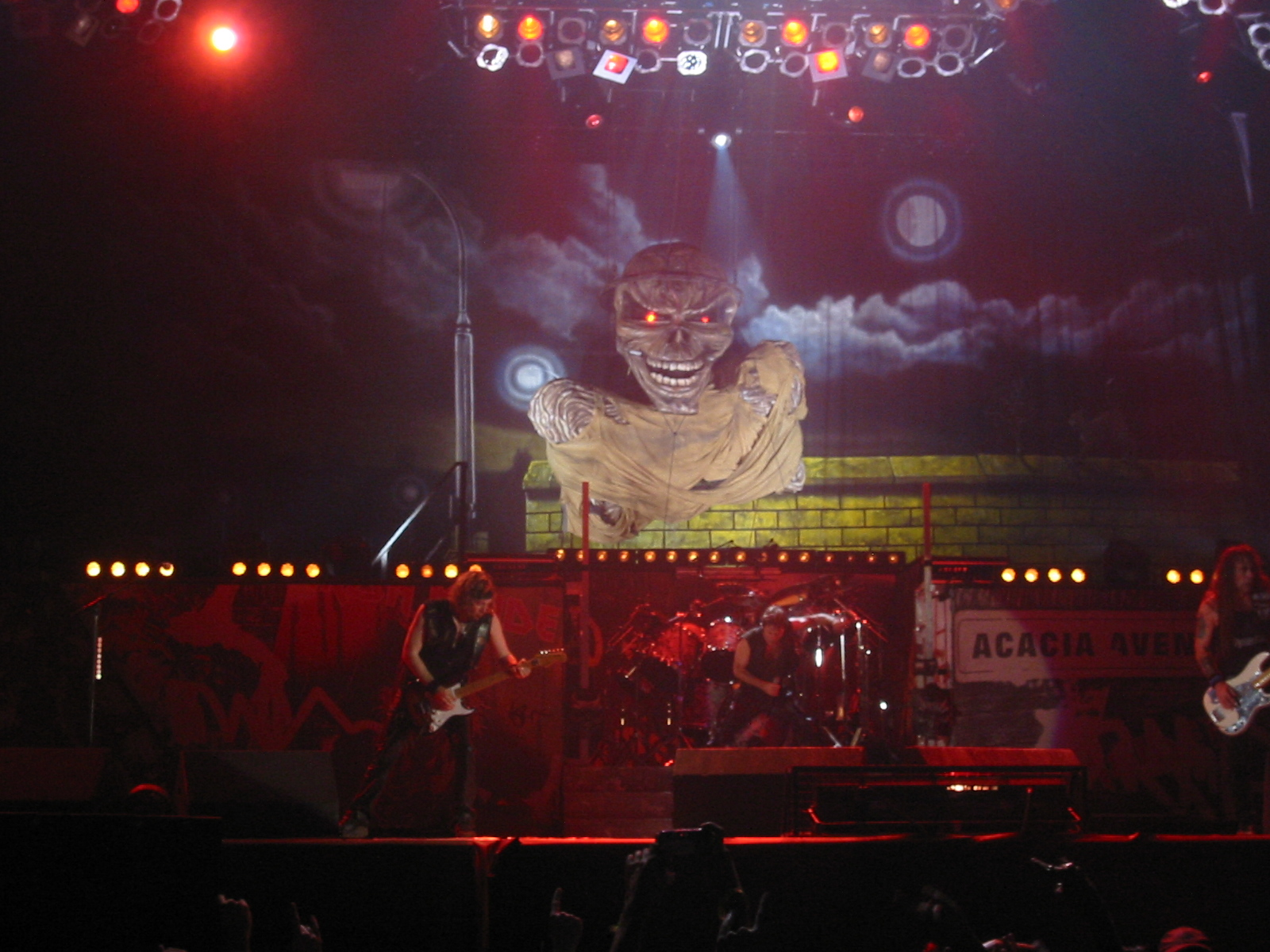
Látványos színpadkép. A fotón a koncertek elmaradhatatlan szereplője, Eddie látható.

Az Iron Maiden a New Wave of British Heavy Metal mozgalommal bukkant fel a '70-es évek végén, melynek debütáló albumuk révén hamar a legsikeresebb zenekarává nőtték ki magukat. Az együttes jelentős mértékben sosem távolodott el a brit heavy metal-tól, de zenéjükbe számos egyéb hatást is beépítenek. Az első két albumra még jellemző volt a punk lendülete, mely vonalat tovább erősítette Paul Di’Anno nyers énekstílusa. Bruce Dickinson csatlakozásával véglegesen kialakult az együttes stílusa, melynek legfőbb ismérve Dickinson "szirénázó", széles hangterjedelmet igénylő éneklése mellett a Murray–Smith duó gitárjátéka, váltott szólói és harmóniái. Dickinson hangjával és energikus színpadi megjelenésével a "heavy metal frontember" prototípusává vált, míg a Murray–Smith duó a heavy metal történelem legnépszerűbb gitárpárosa a Glenn Tipton–K. K. Downing páros mellett. Játékukra nagy befolyással voltak az olyan két gitárossal dolgozó együttesek, mint a Wishbone Ash, a Thin Lizzy vagy a Judas Priest. Smith gitárja "karcosabban" szól, míg Murray melegebb tónusú hangszínen játszik. Smith saját játékát "spórolós"nak nevezi, ezért jobbára Murray játssza a gyorsabb szólókat. Az együttes további jellegzetessége Steve Harris dalszerzői stílusa és védjegyszerű, "galoppozó" basszusozása. Harris kizárólag ujjal pengeti hangszerét, a gyorsabb játék érdekében gyakran három ujjal pengetve. Nicko McBrain dobjainak hangzása szintén felismerhető, de játékstílusa is tartalmaz egy egyéni szemléletmódot. Az együttes harmadik gitárosa Janick Gers, akinek stílusa nem különbözik számottevően a Murray–Smith párosétól, ezért gyakran kritizálják is az együttest, hogy feleslegesen használnak három gitárt.
Zenei stílusukban újdonságot jelentett a '80-as évek közepén a gitárszintetizátorok használata, majd a billentyűs hangszerek alkalmazása is. Emellett az együttes gyakran ír hosszabb lélegzetvételű, epikus szerzeményeket, melyekben Harris progresszívrock-hatásai mutatkoznak meg. Ez a tendencia főleg Dickinson és Smith 1999-ben bekövetkező visszatérése óta erősödött meg.
A dalok témái legfőképp a háború, a történelem, a vallás, az irodalom, a mitológia, fantasy, valamint a közelmúlt eseményei. Az együttes már a korai időkben is nagy hangsúlyt fektetett a látványra, Eddie már a korai koncerteken is rendre megjelent, igaz, ekkoriban még kevésbé profi módon (például egy korai, 1980-as koncerten Eddie vérző feje véletlenül berepült a közönség közé). Ahogyan az együttes egyre népszerűbb lett, úgy a színpadkép is egyre látványosabbá, profibbá változott. A látványt legfőképpen Eddie és a színpadkép szolgáltatta, de Dickinson energikus előadása a mai napig a koncertprogram része. A '80-as évekbeli koncerteken az énekes a Revelations című dal alatt gyakran gitárral a kezében jelent meg, de az a jelenet is a koncertek állandó részét képezte, mikor a Heaven Can Wait alatt seregnyi technikus illetve háttérember lepte el a színpadot, hogy együtt énekeljék el a dalt az együttessel.

## Más előadókra gyakorolt hatásuk
Az Iron Maiden felbecsülhetetlen hatást gyakorolt a rock-, hard rock és heavy metal előadók többségére. Lars Ulrich, a Metallica dobosa kijelentette, hogy az Iron Maiden nagymértékben inspirálta a zenészi karrierjét, valamint kifejtette, hogy mindig is tisztelettel és csodálattal tekintett rájuk.
Kerry King elárulta, hogy az Iron Maiden nélkül a Slayer sem lett volna sikeres, ugyanis a korai idők klubkoncertjein gyakran játszották a "Phantom Of The Opera" című dalt, mely alapján felfigyelt rájuk a Metal Blade Records.
Corey Taylor, a Slipknot tagja elárulta, hogy számára Bruce Dickinson testesíti meg a "régisulis" heavy metal énekest, de Steve Harris játékáról is elismerően nyilatkozott.
Chris Jerichónak, a világhírű pankrátornak az Iron Maiden a kedvenc együttese, míg az Avenged Sevenfold énekes, M. Shadows számára az Iron Maiden minden idők legjobb koncertzenekara.
Matt Heafy azt nyilatkozta, hogy a Maiden nélkül a Trivium sem létezne, míg az In Flames-gitáros, Jesper Strömblad elárulta, hogy az In Flames által lefektetett göteborgi deathmetal-hangzás egyik legfőbb jellegzetességét, a dallamos gitárharmóniákat, a Murray–Smith duó témái alapján írták meg.
A Nofx együttes 2009-es Coaster című albumán szerepelt egy Eddie, Bruce and Paul című dal, utalva a zenekar tagjaira.
A világhírű popénekesnő, Lady Gaga is megemlítette, hogy az Iron Maiden a kedvenc zenekara.
Az együttes a legtöbb hard rock/heavy metal előadóra hatással volt, néhány név a felsorolhatatlanul hosszú listából: Cradle of Filth, Savatage, Iced Earth, Metallica, Slayer, Annihilator, Opeth, Anthrax, Katatonia, Gamma Ray, Angra, Running Wild, Arch Enemy, Dismember, Fates Warning, Trivium, Mercyful Fate, Quiet Riot, Sentenced, Angel Dust, stb.
A Dream Theater pedig élőben adta elő a teljes The Number of the Beast albumot.

## Zenei hatásaik
Az Iron Maidenre hatással voltak a következő együttesek: Queen, Black Sabbath, AC/DC, Motörhead, Judas Priest, Led Zeppelin, Cream, The Who, Rush, Thin Lizzy, Styx, UFO, King Crimson, Deep Purple, Rainbow, Triumph, Uriah Heep, Wishbone Ash, Pink Floyd, ELP, Genesis, Yes, és a Jethro Tull.
Adrian Smith, Janick Gers és Dave Murray az alábbi gitárosokat nevezi meg legfőbb hatásaikként: Pat Travers, Ritchie Blackmore, Johnny Winter, Jimmy Page, Gary Moore, Jeff Beck, Rory Gallagher, Paul Kossoff, Django Reinhardt, Albert Collins, és B B King.

## Tagok

### Jelenlegi tagok
- Bruce Dickinson – ének (1981–1993, 1999–)
- Dave Murray – gitár (1976–, 1977-ben néhány hónapra kilépett)
- Adrian Smith – gitár, vokál (1980–1990, 1999–),billentyűs hangszerek (stúdióban 1986-88,2006)
- Janick Gers – gitár (1990–)
- Steve Harris – basszusgitár, vokál (1975–),billentyűs hangszerek (stúdióban 1988,1998-)
- Simon Dawson - dob (2024 –)

### Korábbi tagok
Ének
- Paul Day (1975-1976)
- Dennis Wilcock (1976-1978)
- Paul Di’Anno (1978-1981) †
- Blaze Bayley (1994-1998)

Gitár
- Dave Sullivan (1975)
- Terry Rance (1975-1976)
- Bob "Bob Angelo" Sawyer (1976)
- Terry Wapram (1977)
- Paul Todd (1977)
- Paul Cairns (1977)
- Tony Parsons (1979-1980)
- Dennis Stratton (1980)

Dob
- Ron "Rebel" Matthews (1975-1977)
- Barry "Thunderstick" Graham (1977)
- Doug Sampson (1977-1979)
- Clive Burr (1979-1982)†
- Nicko McBrain (1982 - 2024)

Billentyűs hangszerek
- Tony Moore (1977)

### Kisegítő zenész
- Michael Kenney- billentyűs hangszerek (koncerten 1986-2022,stúdióban 1990-1995,2003,2015)
- Brent Diamond – billentyűs hangszerek (koncerten, 2022-)

## Diszkográfia
Stúdióalbumok
- Iron Maiden (1980)
- Killers (1981)
- The Number of the Beast (1982)
- Piece of Mind (1983)
- Powerslave (1984)
- Somewhere in Time (1986)
- Seventh Son of a Seventh Son ˙(1988)
- No Prayer for the Dying (1990)
- Fear of the Dark (1992)
- The X Factor (1995)
- Virtual XI (1998)
- Brave New World (2000)
- Dance of Death (2003)
- A Matter of Life and Death (2006)
- The Final Frontier (2010)
- The Book of Souls (2015)
- Senjutsu (2021)

## Turnék
- Metal for Muthas Tour (1980. február)
- Iron Maiden Tour (1980. április – 1980. december) -  Dennis Stratton utolsó turnéja, Adrian Smith bemutatkozása
- Killers World Tour (1981. február – 1981. december) - az utolsó turné Paul Di'Anno-val, és az  Bruce Dickinson bemutatkozása.
- The Beast On The Road (1982. február – 1982. december) - az utolsó turné  Clive Burr-el.
- World Piece Tour (1983. május – 1983. december) - Nicko McBrain debütálása
- World Slavery Tour (1984. augusztus – 1985. július)
- Somewhere on Tour (1986. szeptember – 1987. május) - az első turné Michael Kenney hangtechnikussal a billentyűknél.
- Seventh Tour of a Seventh Tour (1988. április – 1988. december) - az utolsó turné Adrian Smith-szel az 1999-es visszatéréséig.
- No Prayer on the Road (1990. szeptember – 1991. szeptember) - Janick Gers debütálása
- Fear of the Dark Tour (1992. június – 1992. november)
- Real Live Tour (1993. március – 1993. augusztus) - Bruce Dickinson búcsúturnéja
- The X Factour (1995. szeptember – 1996. szeptember) - Blaze Bayley debütálása
- Virtual XI World Tour (1998. április – 1998. december) - az utolsó turné Blaze Bayley-vel.
- The Ed Hunter Tour (1999. július – 1999. október) - Bruce Dickinson és Adrian Smith visszatérése.
- Brave New World Tour (2000. június – 2001. január)
- Give Me Ed... 'til I'm Dead Tour (2003. május – 2003. augusztus)
- Dance Of Death World Tour (2003. október – 2004. február)
- Eddie Rips Up The World Tour (2005. május – 2005. szeptember)
- A Matter of Life and Death Tour (2006. október – 2007. június)
- Somewhere Back in Time World Tour (2008. február – 2009. április)
- The Final Frontier World Tour (2010. június – 2011. augusztus)
- Maiden England World Tour (2012. június – 2014. július)
- The Book of Souls World Tour (2016. február – 2017. július)
- Legacy Of The Beast World Tour (2018. május - 2022. október) - Michael Kenney hangtechikus-billentyűs búcsúja, az első turné Brent Diamond hangtechnikus-billentyűssel.
- The Future Past World Tour (2023. május - 2024. december) - Nicko McBrain utolsó turnéja
- Run For Your Lives World Tour (2025. május - ) - az első turné Simon Dawsonnal.

## Magyarországi koncertek
Az Iron Maiden eddig 16 alkalommal lépett fel Magyarországon.
- 1984. augusztus 17.: Budapest, Budapest Sportcsarnok parkolója[149]
- 1986. szeptember 17.: Budapest, MTK Stadion
- 1988. augusztus 31.: Budapest, MTK Stadion
- 1995. október 20.: Budapest, Petőfi Csarnok
- 1998. szeptember 11.: Budapest, E-Klub
- 2000. június 7.: Budapest, Kisstadion
- 2003. június 4.: Budapest, Kisstadion
- 2003. október 19: Debrecen, Főnix csarnok
- 2008. augusztus 12.: Budapest, Sziget Fesztivál
- 2010. augusztus 14.: Budapest, Sziget Fesztivál
- 2014. június 3.: Budapest, Papp László Budapest Sportaréna
- 2016. július 1.: Sopron, Lővér Kemping,Telekom VOLT Fesztivál
- 2018. június 28.: Sopron, Lővér Kemping, Telekom VOLT Fesztivál
- 2022. június 7.: Budapest, Groupama Aréna
- 2025. május 27.: Budapest, Papp László Budapest Sportaréna[150]  - az első koncert Simon Dawsonnal.
- 2025. május 28.: Budapest, Papp László Budapest Sportaréna

## Videók
| Év   | Cím                                    | Rendező(k)                       |
| ---- | -------------------------------------- | -------------------------------- |
| 1980 | "Women in Uniform"                     | Doug Smith                       |
| 1981 | "Wrathchild"                           | Dave Hillier                     |
| 1982 | "Run to the Hills"                     | David Mallet                     |
| 1982 | "The Number of the Beast"              | David Mallet                     |
| 1982 | "The Prisoner"                         | David Mallet                     |
| 1983 | "Flight of Icarus"                     | Jim Yukich                       |
| 1983 | "The Trooper"                          | Jim Yukich                       |
| 1984 | "2 Minutes to Midnight"                | Tony Halton                      |
| 1984 | "Aces High"                            | Jim Yukich                       |
| 1986 | "Wasted Years"                         | Jim Yukich                       |
| 1986 | "Stranger in a Strange Land"           | Julian Caidan                    |
| 1988 | "Can I Play with Madness"              | Julian Doyle                     |
| 1988 | "The Evil That Men Do"                 | Toby Philips, Steve Harris       |
| 1988 | "The Clairvoyant"                      | Julian Caiden, Steve Harris      |
| 1989 | "Infinite Dreams"                      | Steve Harris                     |
| 1990 | "Holy Smoke"                           | Steve Harris                     |
| 1990 | "Tailgunner"                           | Steve Harris                     |
| 1990 | "Bring Your Daughter to the Slaughter" | Steve Harris                     |
| 1992 | "Be Quick or Be Dead"                  | Wing Ko                          |
| 1992 | "From Here to Eternity"                | Ralph Ziman                      |
| 1992 | "Wasting Love"                         | Samuel Bayer                     |
| 1993 | "Fear of the Dark"                     | Samuel Bayer                     |
| 1993 | "Hallowed Be Thy Name"                 | Samuel Bayer                     |
| 1995 | "Man on the Edge"                      | Wing Ko                          |
| 1996 | "Afraid to Shoot Strangers"            | Steve Lazarus, Steve Harris      |
| 1996 | "Lord of the Flies"                    | Steve Lazarus, Steve Harris      |
| 1996 | "Virus"                                | Steve Lazarus, Steve Harris      |
| 1998 | "The Angel and the Gambler"            | Simon Hilton                     |
| 1998 | "Futureal"                             | Steve Lazarus                    |
| 2000 | "The Wicker Man"                       | Dean Karr                        |
| 2000 | "Out of the Silent Planet"             | David Pattenden, Trevor Thompson |
| 2000 | "Brave New World"                      | Dean Karr                        |
| 2003 | "Wildest Dreams"                       | Howard Greenhalgh                |
| 2003 | "Rainmaker"                            | Howard Greenhalgh                |
| 2004 | "No More Lies"                         | Mathew Amos                      |
| 2006 | "The Reincarnation of Benjamin Breeg"  | Mathew Amos                      |
| 2006 | "Different World"                      | Howard Greenhalgh                |
| 2010 | "Satellite 15....The Final Frontier"   | Dirk Maggs                       |
| 2015 | "Speed of Light"                       | Llexi Leon                       |
| 2016 | "Death or Glory"                       |                                  |

## Kapcsolódó irodalom
- Fuentes Rodríguez, César. Iron Maiden: El Viaje De La Doncella (2005). ISBN 84-933891-2-9 (spanyolul)
- Gamba, Marco; Visintini, Nicola. Iron Maiden Companion (1st ed.). Moving Media & Arts (2000)
- Wall, Mick; Ling, Dave. Iron Maiden, the Authorised Biography, third, Sanctuary Publishing (2004). ISBN 1-86074-287-4 magyarul: Wall, Mick. Run to The Hills - Az Iron Maiden hiteles története. Cartaphilus (2010)
- Stenning, Paul. Iron Maiden: 30 Years of the Beast – The Complete Unauthorised Biography. Chrome Dreams (2010)
- Wall, Mick; Ling, Dave. Iron Maiden, the Authorised Biography, second, Sanctuary Publishing (2001). ISBN 1-86074-287-4

- 2006-ban jelent meg Polgár Péter könyve A Vasszűz fogságában címmel, ami leírja az Iron Maiden történetét egészen az A Matter Of Life And Death albumig.
- 2009-ben Dobai Bálint költő Iron Maiden című epigrammája megjelent a kolozsvári Helikon hasábjain.